# Especímenes de Tyrannosaurus rex

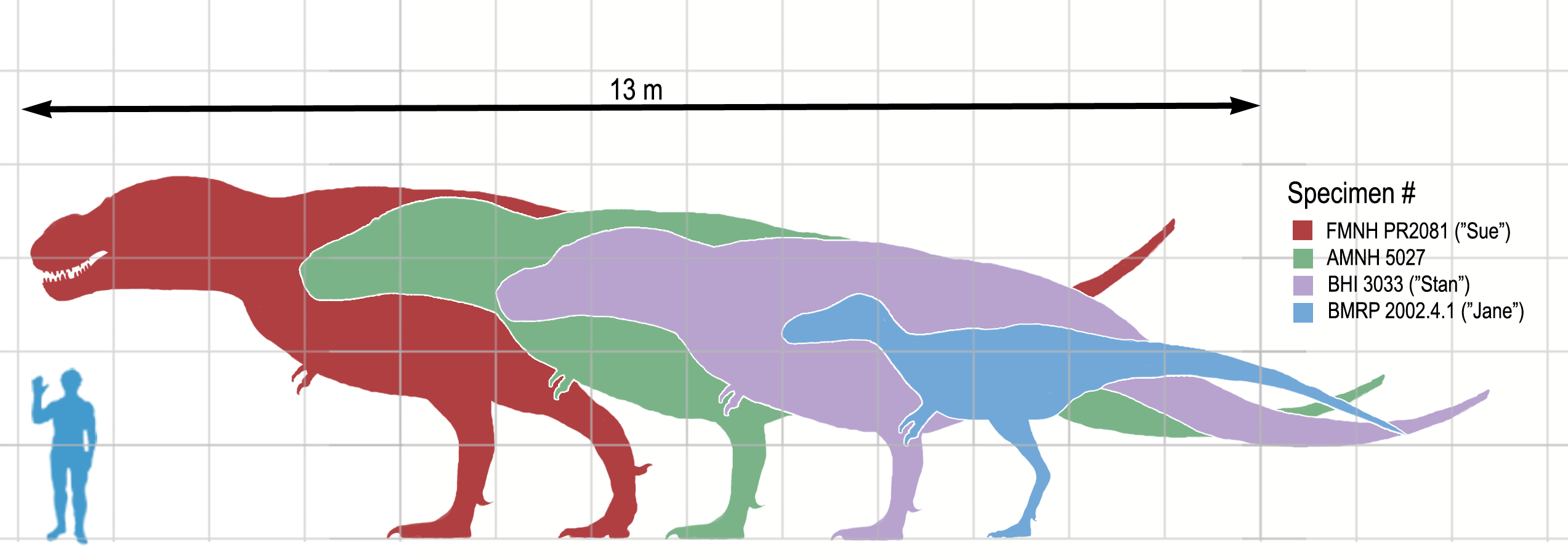
"Sue", AMNH 5027, "Stan" y "Jane", a escala con un humano.

Tyrannosaurus rex es una de las especies de dinosaurio más célebres, y también una de las más conocidas gracias a ciertos especímenes, algunos de los cuales han adquirido un grado elevado de notabilidad dada su importancia científica y su divulgación por los medios de comunicación. Véase Tyrannosaurus rex para más información sobre la especie como tal.

## Tabla sinóptica de datos básicos
| %     | Nombre de espécimen        | Descubierto en | Museo                                                | Ciudad del museo          | Descubridor                                             | Formación            | Lugar                      | Notas |
| ----- | -------------------------- | -------------- | ---------------------------------------------------- | ------------------------- | ------------------------------------------------------- | -------------------- | -------------------------- | --- |
| <1    | M. gigas (AMNH 3982)       | 1892           | Museo Americano de Historia Natural                  | Nueva York                | Edward Cope                                             | Formación Hell Creek | Faith, Dakota del Sur      | Primeramente descrito como Manospondylus gigas                                                              |
| 13    | D. imperiosus (BMNH R7994) | 1900           | Museo de Historia Natural (Londres)                  | Londres                   | Barnum Brown                                            | Formación Lance      | Seven Mile Creek, Wyoming  | Originalmente designado como AMNH 5866 y descrito como Dynamosaurus imperiosus                              |
| 10    | Holotype (CM 9380)         | 1902           | Museo Carnegie                                       | Pittsburgh, Pensilvania   | Barnum Brown Richard Lull                               | Formación Hell Creek | Montana                    | Originalmente AMNH 973                                                                                      |
| 45    | (AMNH 5027)                | 1908           | Museo Americano de Historia Natural                  | Nueva York                | Barnum Brown                                            | Formación Hell Creek | Montana                    | |
| 65    | Stan (BHI 3033)            | 1987           | Black Hills Institute of Geological Research, Inc.   | Hill City, Dakota del Sur | Stan Sacrison                                           | Formación Hell Creek | Buffalo, Dakota del Sur    | |
| 46    | Wankel (MOR 555)           | 1988           | Museo de las Rocosas                                 | Bozeman, Montana          | Kathy Wankel                                            | Formación Hell Creek | Montana                    | |
| 85    | Sue (FMNH PR2081)          | 1990           | Museo Field de Historia Natural                      | Chicago, Illinois         | Sue Hendrickson                                         | Formación Hell Creek | Faith, Dakota del Sur      | |
| 70–75 | Scotty (RSM 2523.8)        | 1991           | T.rex Discovery Centre                               | Eastend, Saskatchewan     | Tim Tokaryk Robert Gebhardt John Storer                 | Formación Frenchman  | Saskatchewan               | |
| 34    | Bucky (TCM 2001.90.1)      | 1998           | Museo de los Niños de Indianápolis                   | Indianápolis, Indiana     | Bucky Derflinger                                        | Formación Hell Creek | Faith, Dakota del Sur      | |
| 50    | Jane (BMRP 2002.4.1)       | 2001           | Burpee Museum of Natural History                     | Rockford, Illinois        | Carol Tuck William Harrison                             | Formación Hell Creek | Montana                    | |
| 70    | Thomas (LACM 150167)       | 2003           | Museo de Historia Natural del Condado de Los Ángeles | Los Ángeles, California   | Luis M. Chiappe                                         | Formación Hell Creek | Montana                    | |
| 57    | Tristan (MB.R.91216)       | 2010           | Museo de Historia Natural de Dinamarca               | Copenhague                | Craig Pfister                                           | Formación Hell Creek | Condado de Carter, Montana | Número de inventario provisional por estar actualmente conservado en el Museo de Historia Natural de Berlín |
| 20    | Baby Bob                   | 2013           | Privado / Detrich Fossil Company                     | Wichita, Kansas           | Robert (Bob) Detrich                                    | Formación Hell Creek | Jordan, Montana            | |
| 75–80 | Trix (RGM 792.000)         | 2013           | Centro de Biodiversidad Naturalis                    | Leiden                    | Centro de Biodiversidad Naturalis/Black Hills Institute | Formación Hell Creek | Jordan, Montana            | |
| 30    | Tufts-Love (UWBM 99000)    | 2016           | Museo Burke de Historia Natural y Cultura            | Seattle, Washington       | Jason Love Luke Tufts                                   | Formación Hell Creek | Montana                    | |

## Descubrimientos iniciales

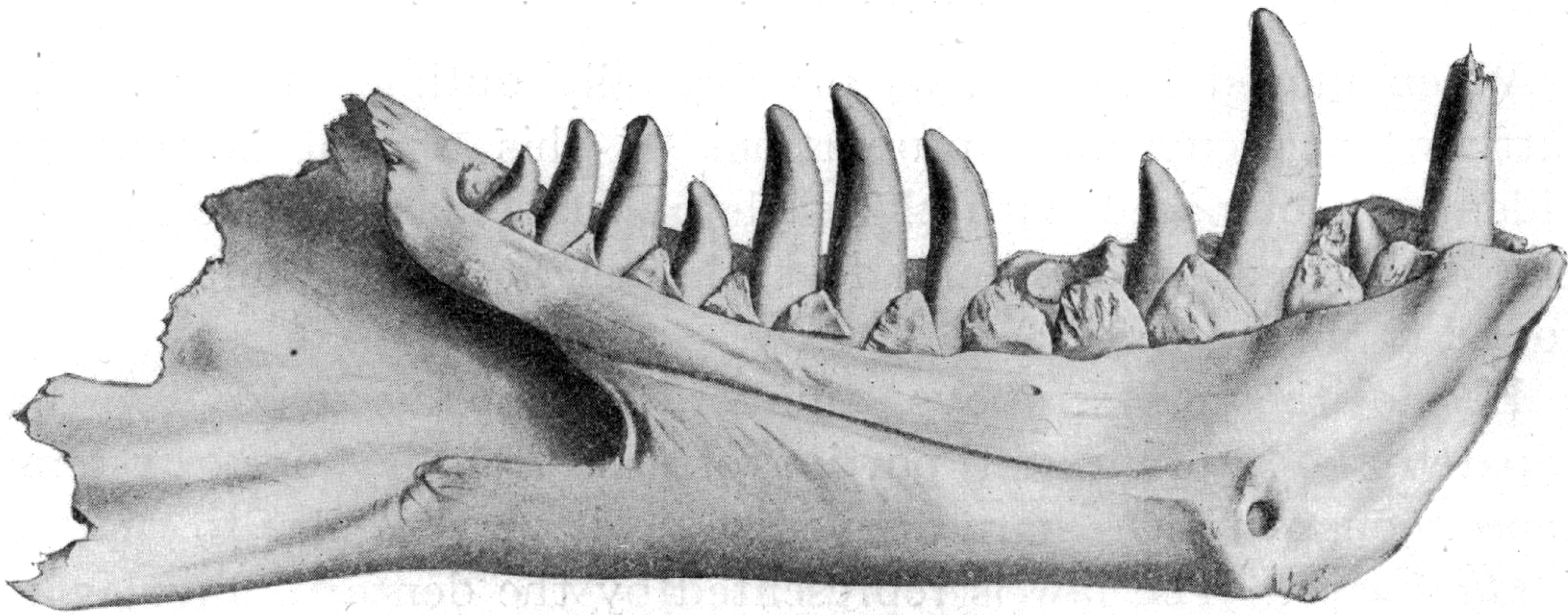
El espécimen tipo de Dynamosaurus imperiosus".

El holotipo de Tyrannosaurus rex, un cráneo y esqueleto parciales originalmente denominados AMNH 973 (AMNH son las siglas en inglés del Museo Americano de Historia Natural), fue descubierto en el estado de Montana en Estados Unidos en 1902 y se excavó por los siguientes tres años. Otro espécimen (AMNH 5866), hallado en Wyoming en 1900, fue descrito en el mismo artículo bajo el nombre de Dynamosaurus imperiosus. Por la época en que se dio su primera descripción científica y su nombre, estos especímenes no habían sido totalmente preparados y el espécimen tipo de T. rex aún no se había recuperado por completo. En 1906, tras una preparación y examen adicionales, Henry Fairfield Osborn reconoció que ambos esqueletos pertenecían a la misma especie. Debido a que el nombre  Tyrannosaurus rex había aparecido apenas una página antes que Dynamosaurus en el trabajo de Osborn de 1905, fue considerado como el primer nombre y es el que se ha usado desde entonces. De no haber sido por el orden de las páginas, Dynamosaurus pudo haberse vuelto el nombre oficial.

### Manospondylus

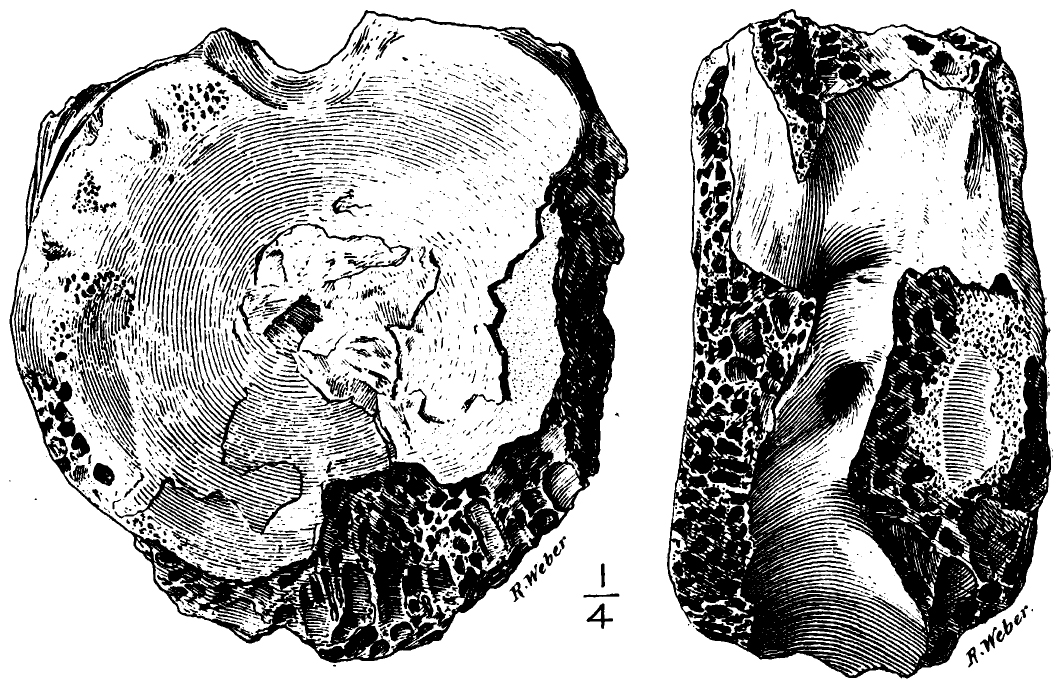
Ilustración del espécimen tipo (AMNH 3982) de Manospondylus gigas.

El primer espécimen fósil nombrado que puede ser atribuido a Tyrannosaurus rex consiste de dos vértebras parciales (una de las cuales se ha perdido) halladas por Edward Drinker Cope en 1892. Cope creyó que estas pertenecían a un dinosaurio "agataúmido" (ceratópsido), y las nombró Manospondylus gigas, que significa "vértebras porosas gigantes" en referencia a las numerosas aberturas para los vasos sanguíneos que él encontró en el hueso. Los restos de M. gigas fueron identificados más tarde como de un terópodo en lugar de un ceratópsido, y H.F. Osborn reconoció la similitud entre M. gigas y Tyrannosaurus rex ya en 1917. Sin embargo, debido a la naturaleza fragmentaria de las vértebras de Manospondylus, Osborn no llevó a cabo la sinonimización de los dos géneros.

### Holotipo: CM 9380

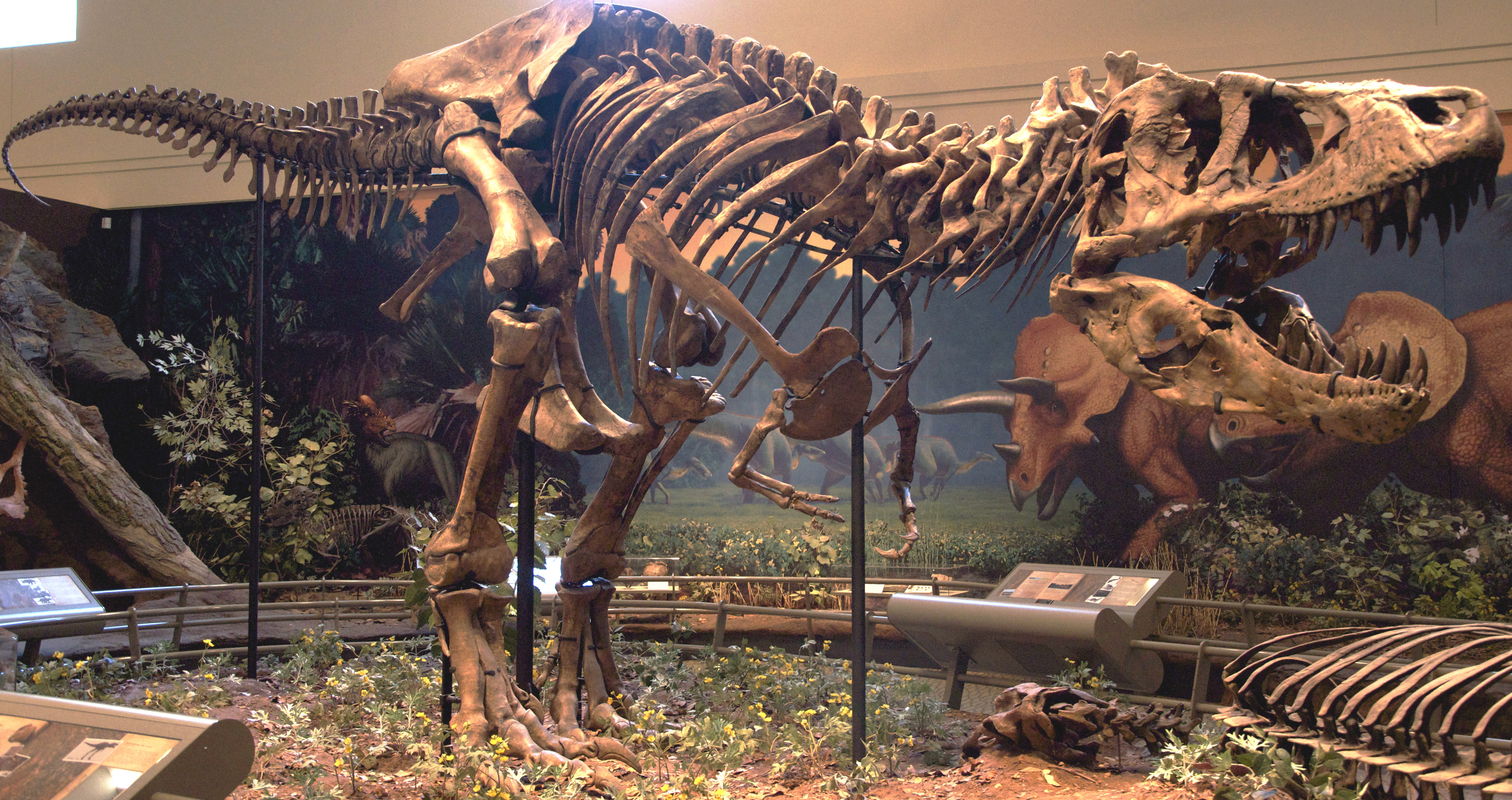
El ejemplar CM 9380 reconstruido.

CM 9380 es el espécimen tipo usado para describir a Tyrannosaurus rex. Fragmentos del (por entonces) ejemplar AMNH 973 fueron hallados por primera vez en 1902 por Barnum Brown, el curador asistente de Museo Americano de Historia Natural y un famoso paleontólogo por derecho propio. Él comunicó la noticia de este ejemplar a Osborn; pasarían tres años antes de que ellos encontraran el resto del fósil.
Tras haber sido reconstruido, el espécimen mide 11.9 metros de largo y tiene un peso estimado de 6.7 a 7.4 toneladas.
En 1905 cuando el ejemplar tipo fue descrito por Osborn, el conocimiento previo de los dinosaurios depredadores por entonces se basaba en los carnosaurios del Jurásico, por lo que los cortos brazos de Tyrannosaurus fueron tratados con suma cautela, bajo la sospecha de que los huesos de un terópodo pequeño habían quedado revueltos con los restos del animal más grande.
Tras la entrada de Estados Unidos a la Segunda Guerra Mundial en 1941, el holotipo fue vendido al Museo Carnegie de Historia Natural en Pittsburgh para protegerlo de posibles bombardeos. El espécimen, que fue recatalogado como CM 9380, aún permanece en Pittsburgh, siendo situado inicialmente con la cola actuando como un trípode en la incorrecta postura de canguro. Posteriormente recibió una modernización de su postura y puede ser visto balanceándose con la cola extendida.

### AMNH 5027

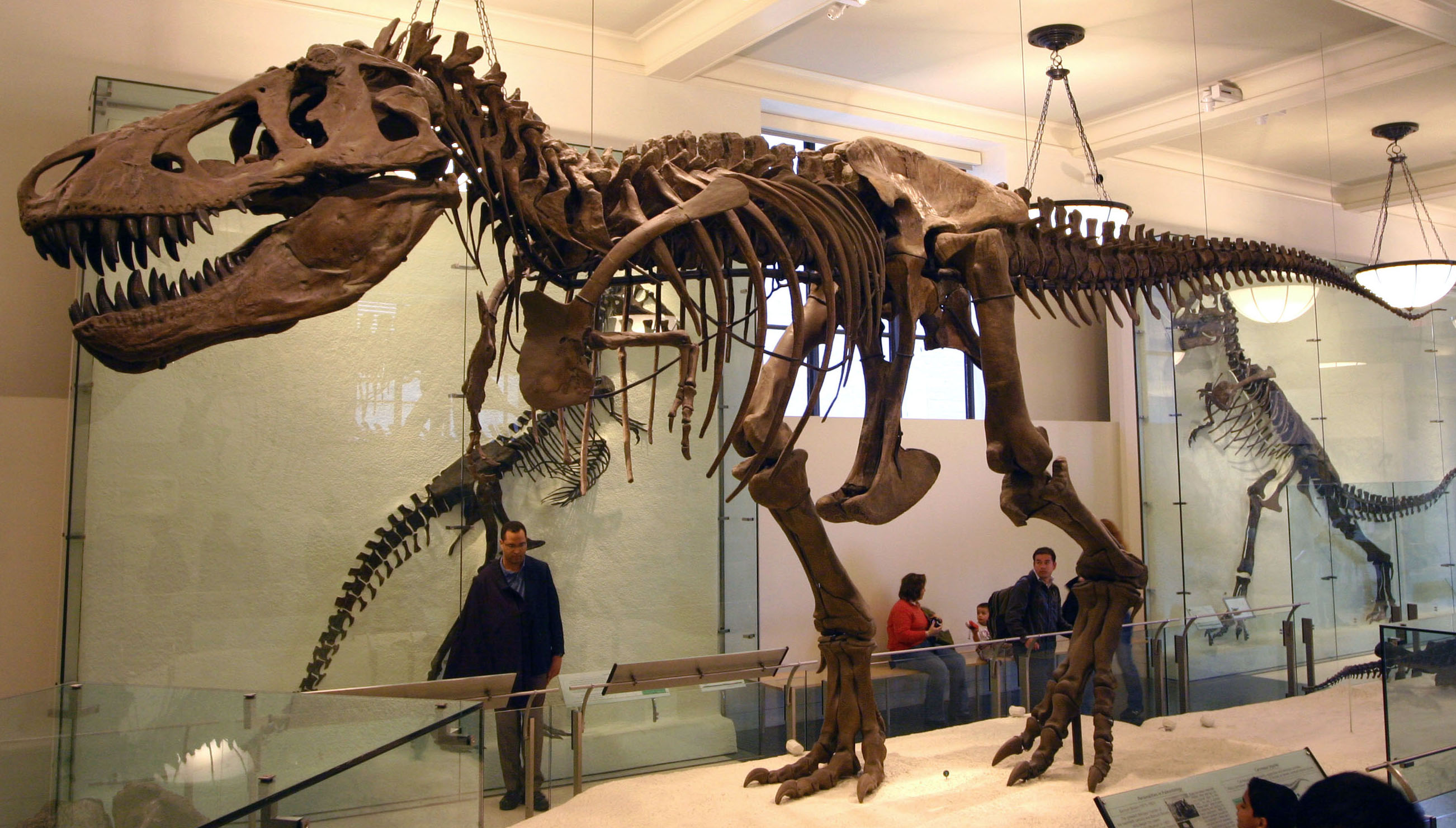
Espécimen de Tyrannosaurus AMNH 5027 en el Museo Americano de Historia Natural.

AMNH 5027 fue descubierto y excavado en 1908 por Barnum Brown en Montana, y descrito por Osborn en 1912 y 1916. Por la época de su descubrimiento, no se conocía todavía una serie cervical (vértebras del cuello) para Tyrannosaurus, por lo que este espécimen fue el que reveló el característico cuello corto y robusto de los tiranosaurios. Comparado con especímenes posteriores (BMNH R7994 y FMNH PR2081, por ejemplo) la serie cervical de AMNH 5027 es mucho más grácil, de modo que los descubrimientos posteriores hicieron que la distinción entre los cuellos de los tiranosáuridos y de los carnosaurios se hiciera más obvia. Este espécimen también proporcionó el primer cráneo completo de Tyrannosaurus rex. En total, Brown halló cinco esqueletos parciales de Tyrannosaurus. Se estima que su tamaño fue de unos 11.8 metros de longitud.

### Exhibición de los fósiles
Osborn planeaba montar a los ejemplares de tamaño similar AMNH 5027 y AMNH 973 juntos en una pose dinámica. Diseñada por E.S. Christman, la escena recrearía a un Tyrannosaurus alzándose (AMNH 5027) y amenazando a otro que se agazaparía (AMNH 973), en medio de una lucha sobre los restos de un hadrosáurido, descrito en ese entonces como Trachodon:

It is early morning along the shore of a Cretaceous lake four [we now know to be sixty five] million years ago. A herbivorous dinosaur Trachodon venturing from the water for a breakfast of succulent vegetation has been caught and partly devoured by a giant flesh eating Tyrannosaurus. As this monster crouches over the carcass, busy dismembering it, another Tyrannosaurus is attracted to the scene. Approaching, it rises nearly to its full height to grapple the more fortunate hunter and dispute the prey. The crouching figure reluctantly stops eating and accepts the challenge, partly rising to spring on its adversary. The psychological moment of tense inertia before the combat was chosen to best show positions of the limbs and bodies, as well as to picture an incident in the life history of these giant reptiles.
"Es temprano en la mañana a lo largo de la costa de un lago del Cretácico hace cuatro [ahora se sabe que serían sesenta y seis] millones de años. Un dinosaurio herbívoro, Trachodon que se aventuró fuera del agua para desayunar con la suculenta vegetación ha sido capturado y parcialmente devorado por el gigantesco devorador de carne Tyrannosaurus. Mientras el monstruo se agacha sobre el cadáver, ocupado mientras lo descuartiza, otro Tyrannosaurus es atraído a la escena. Al aproximarse, se eleva en casi toda su altura total para luchar con el cazador más afortunado y disputarle la presa. La figura agazapada para de comer de mala gana y acepta el desafío, elevándose parcialmente para brincar sobre su adversario. El momento psicológico de tensa inercia antes del combate fue escogido para mostrar mejor las posiciones de las extremidades y los cuerpos, así como para representar un incidente de la historia vital de estos reptiles gigantes."

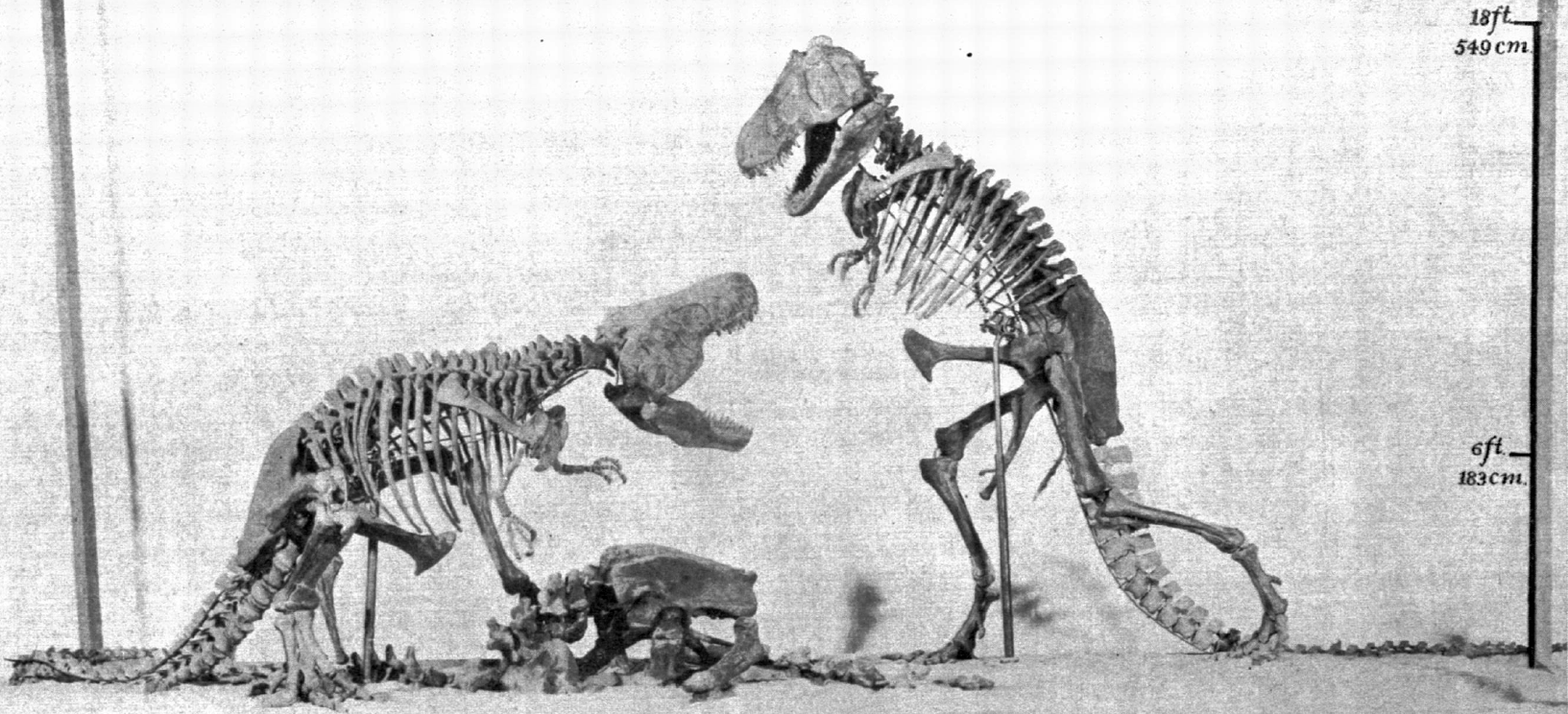
Modelo a escala de la nunca completada exhibición de Tyrannosaurus rex planeada para el Museo Americano de Historia Natural por H.F. Osborn; AMNH 973 es el individuo agachado, y AMNH 5027 es el otro individuo.

Sin embargo, las dificultades técnicas evitaron que esta exposición fuera ejecutada. Un problema obvio era que la Sala de Dinosaurios del Cretácico era demasiado pequeña para acomodar esta dramática escena, y AMNH 5027 ya había sido montado en solitario como la atracción central de la sala. Los brazos de Tyrannosaurus no estaban bien documentados y las manos eran desconocidas, así que en aras de la exposición, a los brazos de AMNH 5027 se les dio tres dedos, basándose en la mano de Allosaurus (estos brazos "alosauroides" fueron reemplazados varios años más tarde cuando se hallaron mejores fósiles de brazos de tiranosáuridos). El espécimen retuvo una pose elevada similar a la de la propuesta inicial. Por la década de 1980 se aceptó de manera general que dicha pose habría sido anatómicamente imposible en vida, y el esqueleto fue reacomodado en una pose horizontal más exacta durante una renovación de las salas de dinosaurios a principios de la década de 1990. Este puede ser visto expuesto en el cuarto piso del Museo Americano de Historia Natural.
Tras la guerra, el holotipo de Dynamosaurus imperiosus y un segundo espécimen (AMNH 5881) fueron también vendidos y ahora residen en las colecciones del Museo de Historia Natural de Londres (antiguamente Museo Británico de Historia Natural), en donde son conocidos como BMNH R7994 y BMNH R7995, respectivamente. El Museo Americano de Historia Natural muestra a AMNH 5027 en su conocida Sala de Dinosaurios Saurisquios hasta el presente.

## 1940–1990

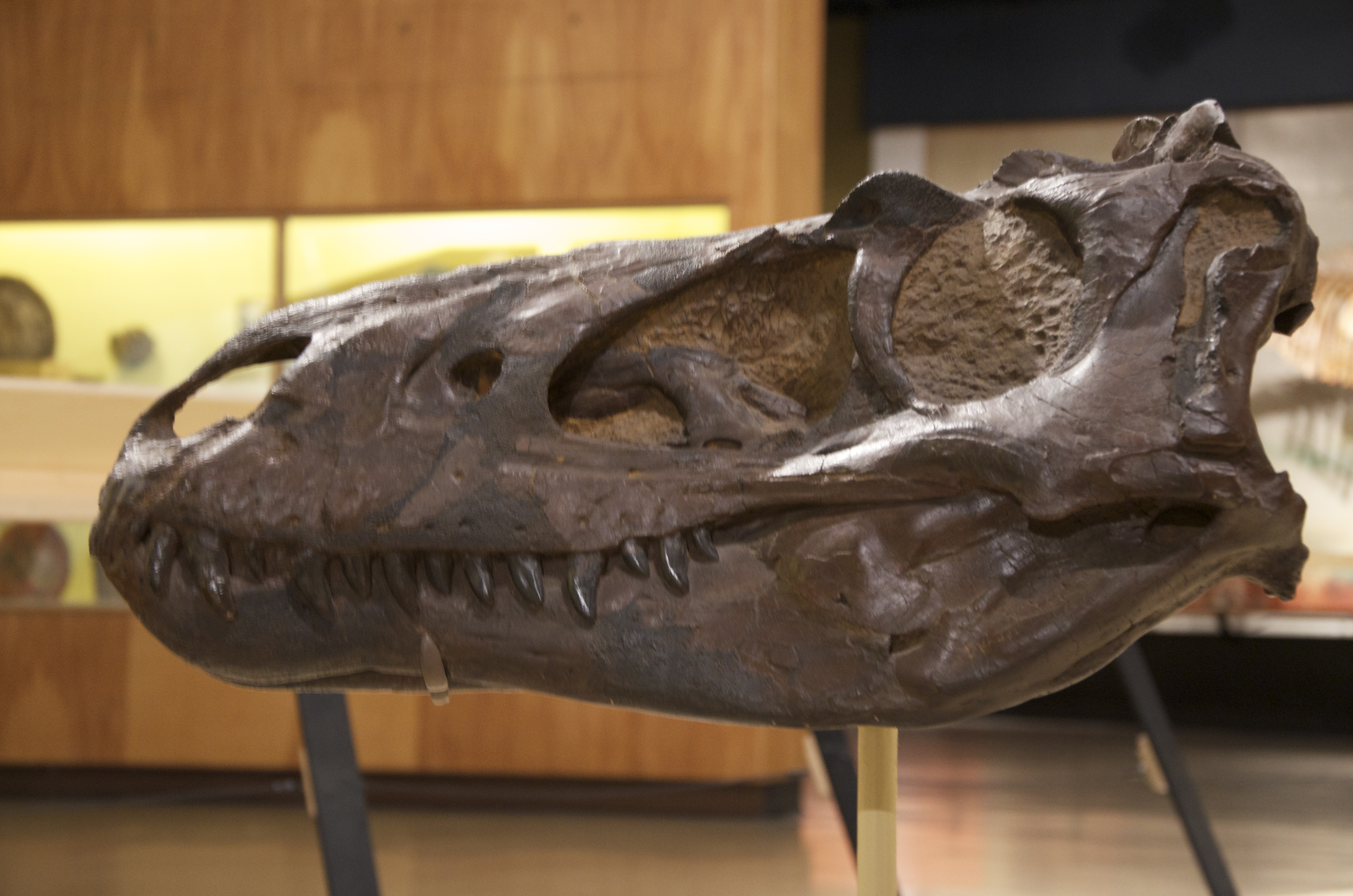
Molde del holotipo de Nanotyrannus.

Muy pocos esqueletos adicionales de Tyrannosaurus rex fueron descubiertos hasta fines de la década de 1980. El cráneo de Nanotyrannus, frecuentemente considerado como un T. rex juvenil, fue recuperado en Montana en 1942. En 1966, un equipo que trabajaba para el Museo de Historia Natural del condado de Los Ángeles bajo la dirección de Harley Garbani descubrió a otro T. rex (LACM 23844) el cual incluía la mayor parte del cráneo de un animal adulto muy grande. Cuando fue puesto en exhibición en Los Ángeles, LACM 23844 era el más grande cráneo de T. rex expuesto en cualquier parte. Garbani también descubrió a varios otros esqueletos parciales durante la siguiente década (incluyendo a LACM 23845, el holotipo de "Albertosaurus" megagracilis), algunos de los cuales son mantenidos en las colecciones del Museo de Paleontología de la Universidad de California en Berkeley. Otros cráneos y esqueletos parciales fueron descubiertos en Dakota del Sur y en Alberta, Canadá a principios de la década de 1980.
Antes de 1987, se pensaba que Tyrannosaurus rex era poco común. Sin embargo, las dos últimas décadas vieron el descubrimiento y descripción de cerca de una docena de especímenes adicionales. El primero, apodado "Stan" en honor de su descubridor, el paleontólogo aficionado Stan Sacrison, fue hallado en la Formación Hell Creek cerca de Buffalo (Dakota del Sur), en la primavera de 1987. Tras 30,000 horas de excavación y preparación por el Instituto Black Hills, que comenzaron en 1992, el 65% de un esqueleto apareció, incluyendo un cráneo completo. Stan (BHI 3033) se encuentra expuesto en el Museo de Historia Natural Black Hills en Hill City (Dakota del Sur), después de una extensa gira mundial, además de la venta de réplicas que fueron vendidas por el Instituto Black Hills que son halladas en salas de exhibición de museos de varias partes del mundo. Este espécimen muestra varias patologías óseas, incluyendo costillas rotas y sanadas, un cuello roto y sanado y un notorio agujero en la parte posterior del cráneo, del tamaño de un diente de Tyrannosaurus.

## "Black Beauty": RTMP 81.6.1

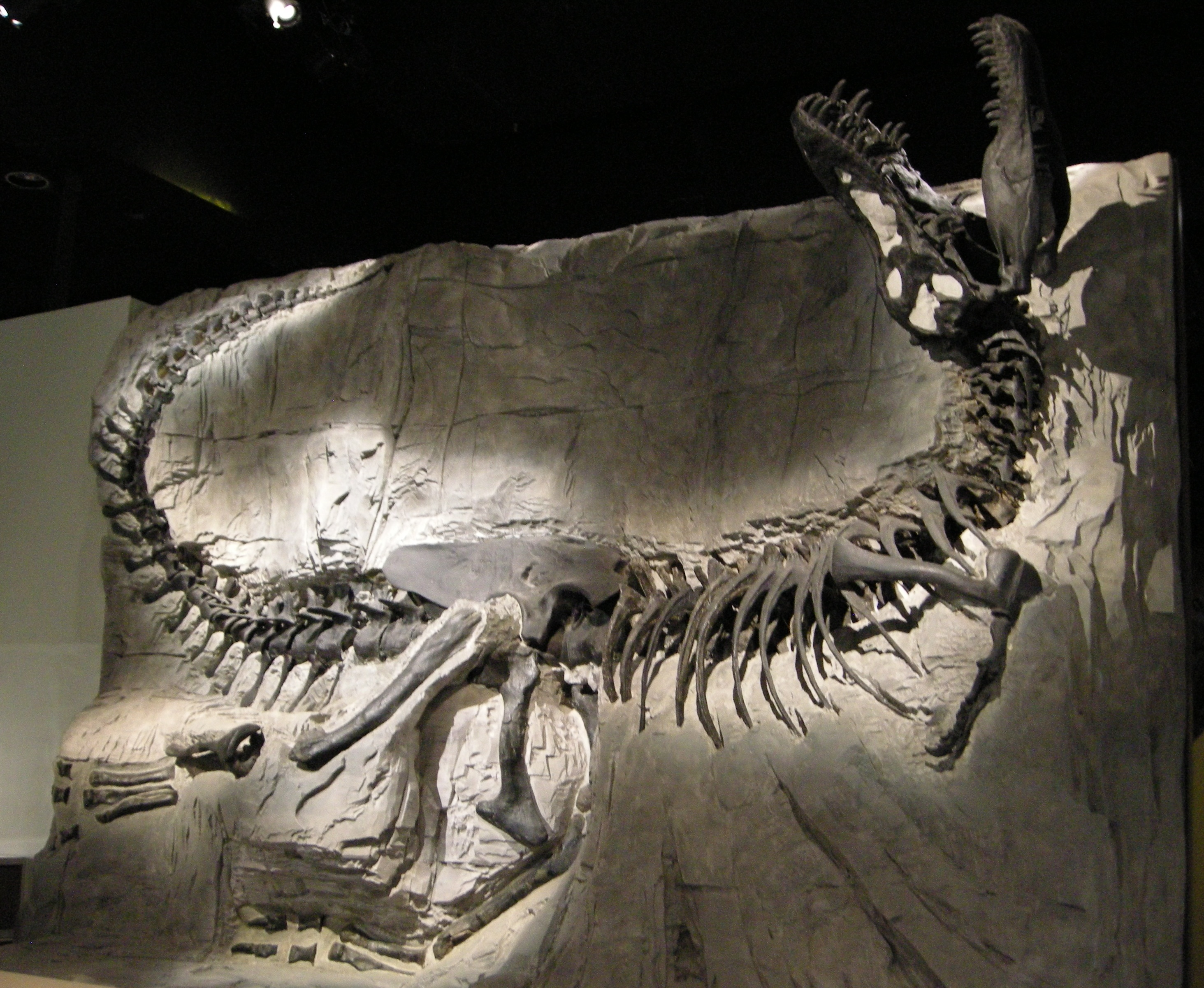
"Black Beauty".

Black Beauty (en español, Belleza Negra; número de espécimen RTMP 81.6.1) es un fósil bien preservado de Tyrannosaurus rex. Su apodo procede del aparente color oscuro brillante de los huesos fósiles, el cual ocurrió durante la fosilización por la presencia de minerales en la roca circundante. Este espécimen se encuentra alojado en el Museo Real Tyrrell en Drumheller, Alberta, Canadá. Black Beauty es el decimocuarto de los 20 esqueletos más completos de Tyrannosaurus rex hallados hasta ahora, y moldes de este se encuentran en distintos museos alrededor del mundo. En 2009, un artículo realizado por Jack Horner y colaboradores ilustró el concepto de infecciones parasitarias en los dinosaurios al analizar las lesiones halladas en los huesos craneales de Black Beauty. El espécimen había sido usado para estudiar la morfología comparada entre los individuos de Tyrannosaurus y otros tiranosáuridos, y algunos  han sugerido que Black Beauty debería ser clasificado como Dynamosaurus (=Tyrannosaurus). Black Beauty es considerado como el menor de todos los especímenes adultos conocidos de T. rex.
Black Beauty fue hallado en 1980 por Jeff Baker, durante un viaje de pesca con un amigo en la región de Crowsnest Pass, Alberta. Un hueso grande fue encontrado en el banco de un río y lo enseñó a su profesor. Poco después, el Museo Real Tyrrell fue contactado, y la excavación de la matriz de arenisca que rodeaba los fósiles comenzó en 1982.
Réplicas de Black Beauty han sido expuestas en algunas muestras y museos, incluyendo tanto montajes con solo el cráneo como esqueletos completos. El Museo Sueco de Historia Natural en Estocolmo ha montado un esqueleto completo de Black Beauty como una de sus exposiciones principales, llamada 4 ½ miljarder år, que representa la historia de la Tierra y la vida. Black Beauty también ha sido expuesto en el Paleozoological Museum, y una réplica del cráneo se halla en el Museum of African Culture. También fue parte de la exposición itinerante Dinosaur World Tour en la década de 1990.

## "Wankel Rex o Devil Rex": MOR 555

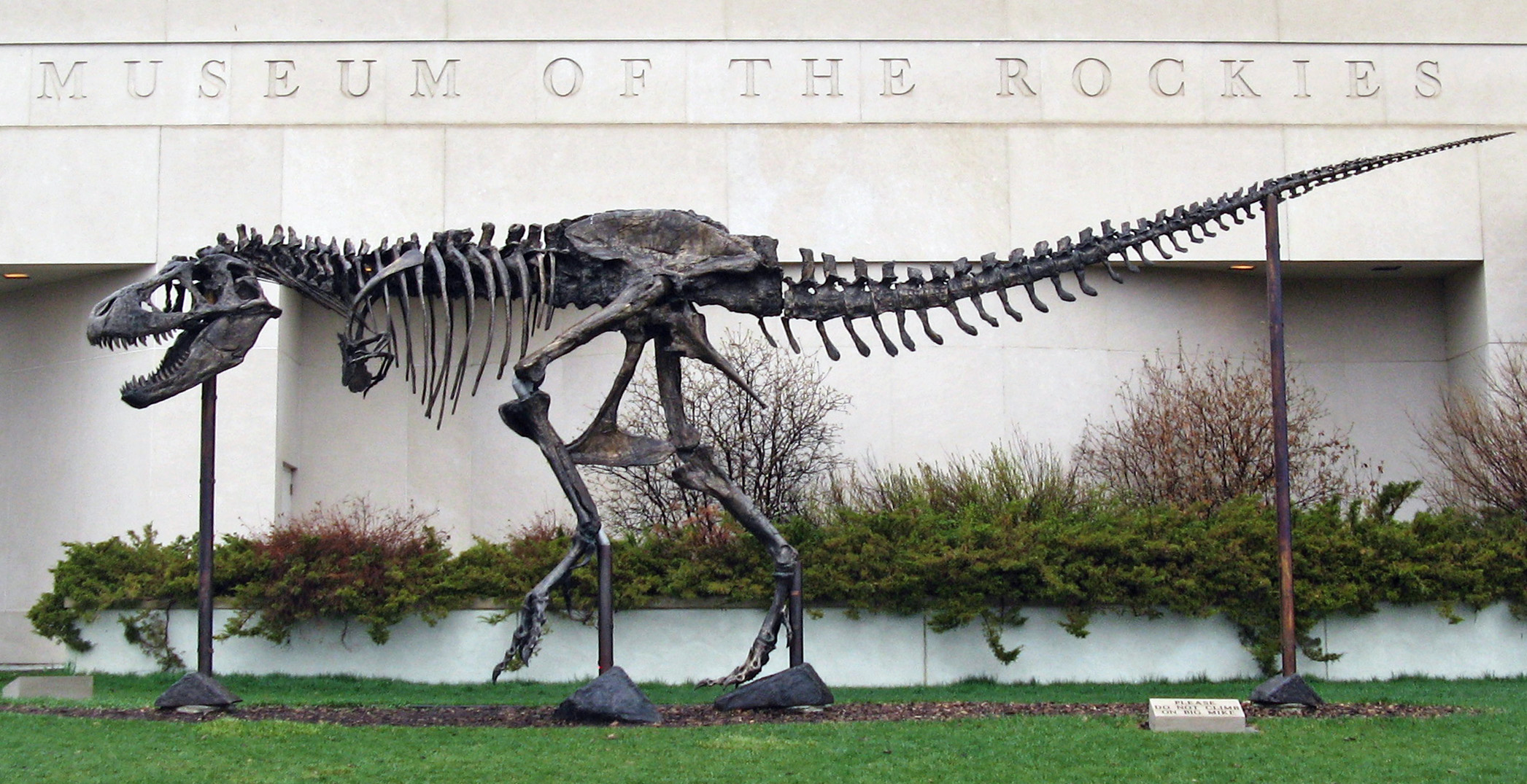
Réplica en bronce de MOR 555 a la entrada del Museo de las Rocosas.

En 1988, la ranchera Kathy Wankel descubrió otro espécimen de Tyrannosaurus rex en sedimentos de la Formación Hell Creek en una isla en el Charles M. Russell National Wildlife Refuge de Montana. Este ejemplar fue excavado por un equipo del Museo de las Rocosas liderado por el paleontólogo Jack Horner, con asistencia del Cuerpo de Ingenieros del Ejército de Estados Unidos. Este espécimen, al que se le dio el nombre de MOR 555 pero es informalmente conocido como "Wankel rex," incluye aproximadamente el 85 por ciento del esqueleto, incluyendo el cráneo, además de ser el primer T. rex del que se hallaba sus brazos completos. Tenía una longitud que se ha estimado en alrededor de 11.6 metros y un peso de aproximadamente 5.8 toneladas. Estuvo por un buen tiempo expuesto en el Museo de las Rocosas en Bozeman (Montana). Una réplica de MOR 555 se expone en el Museo Nacional de Escocia. Una réplica en bronce del mismo espécimen, conocida como "Big Mike", se encuentra junto al Museo de las Rocosas.
Se estima que el "Wankel rex" tenía unos 18 años de edad cuando murió, siendo un adulto pero aún no completamente desarrollado. También es uno de los mayores ejemplares de T. rex jamás encontrados. El "Wankel rex" fue también uno de los primeros esqueletos fósiles de dinosaurio en ser estudiado para comprobar si las moléculas biológicas aún existían dentro de los huesos fosilizados. La candidata a doctorado Mary Schweitzer halló en estos hemo, una forma biológica del hierro que compone la hemoglobina (el pigmento rojo de la sangre).
El Cuerpo de Ingenieros tiene la propiedad sobre el "Wankel rex", y ha permitido su exhibición por años en el Museo de las Rocosas. En junio de 2013, el Cuerpo prestó el espécimen al Museo Nacional de Historia Natural del Instituto Smithsoniano en Washington D. C., por 50 años. El espécimen estará en una exposición temporal en el Día Nacional del Fósil, el 16 de octubre de 2013, y será exhibido hasta que la sala de dinosaurios del museo cierre para su renovación en la primavera de 2014. El esqueleto será la pieza central de la sala de dinosaurios cuando esta sea reabierta en 2019. Por su parte, el Museo de las Rocosas posee cerca de una docena de esqueletos de T. rex, y se realizará el montaje de un espécimen completo en un 80 por ciento una vez que el "Wankel rex" haya sido enviado al Smithsonian.

## "Sue": FMNH PR2081

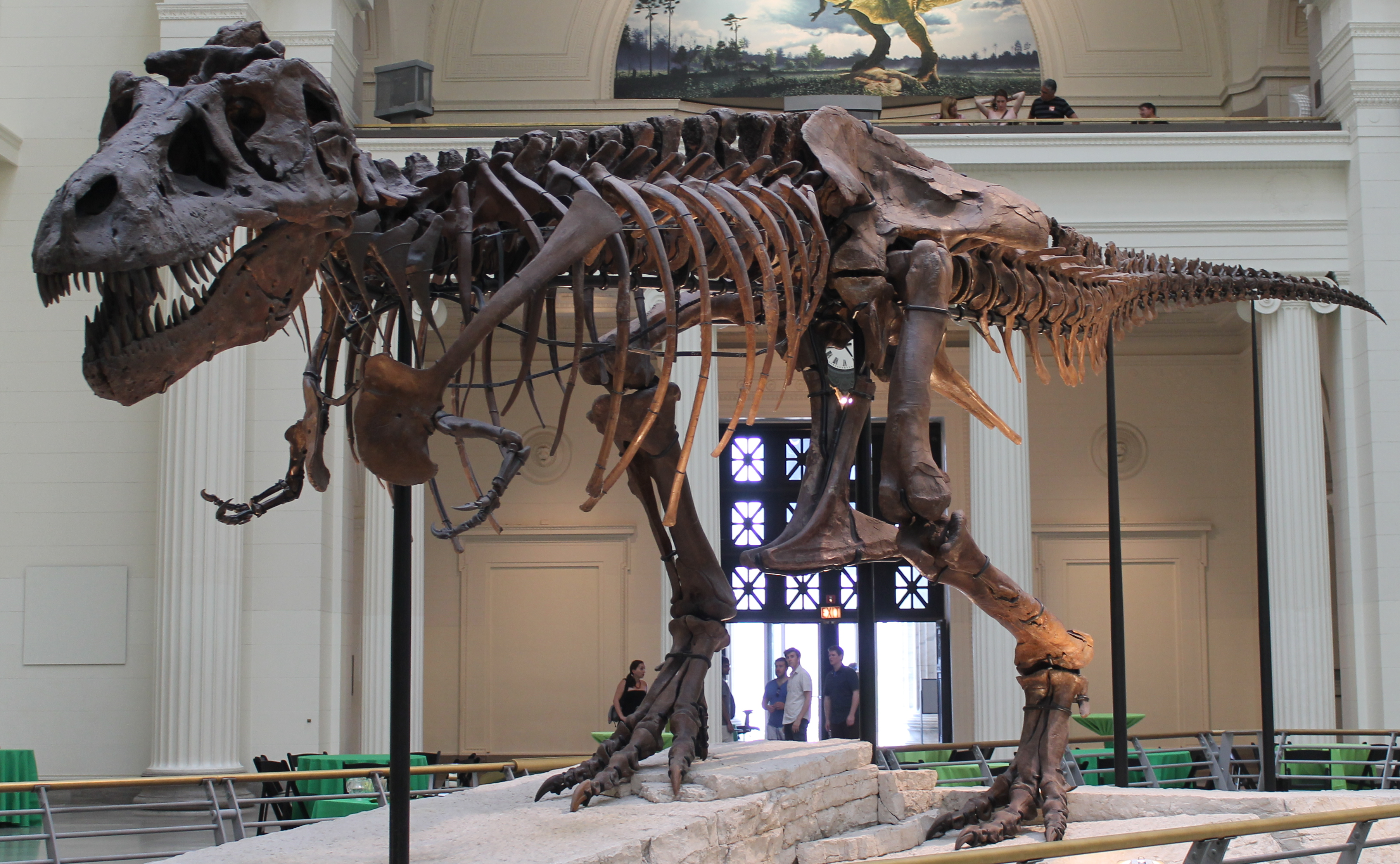
El ejemplar conocido como "Sue", en el Museo Field de Historia Natural, Chicago.

Susan Hendrickson del Instituto Black Hills descubrió el Tyrannosaurus mejor preservado que se conoce, en la Formación Hell Creek cerca de Faith (Dakota del Sur), el 12 de agosto de 1990. Este espécimen, conocido como "Sue", en honor de su descubridora, quedó pronto envuelto en una batalla legal por su propiedad. La tierra en la que se descubrió el fósil se encontraba dentro de la Reserva India de Cheyenne River y estaba ocupada por la familia de Maurice Williams, un indígena estadounidense de la tribu de los sioux. En 1992, Williams reclamó que él aún poseía el fósil, por el cual el Instituto Black Hills le había pagado 5,000 dólares. La tribu local Cheyenne River Sioux, de la cual Williams es miembro, también reclamó su propiedad. El fósil, junto a muchos cientos de páginas de anotaciones de campo y registros comerciales, terminó siendo confiscado por la Oficina Federal de Investigación en 1992 y fue mantenido así durante los procedimientos legales. En 1997, el pleito fue decidido a favor de Maurice Williams debido a que su tierra está técnicamente en un fideicomiso por parte del gobierno de Estados Unidos. Por lo tanto, aunque el Instituto Black Hills hubiera pagado a Williams por el fósil, se juzgó que el fósil podría ser considerado como "tierra" que estaba en posesión de Williams pero que no podía ser vendida legalmente sin permiso del gobierno. El fósil regresó a ser propiedad de Williams y Pete Larson, vicepresidente del Instituto Black Hills, fue sentenciado a dos años en una prisión federal por una violación de aduanas sin relación que fue descubierta por el FBI mientras revisaba sus registros comerciales. Rápidamente Williams ofreció a "Sue" para ser subastado por Sotheby's en Nueva York, en donde fue vendido al Museo Field de Historia Natural en Chicago por 8.4 millones de dólares estadounidenses – el precio más alto jamás pagado por un fósil. La preparación de "Sue" (FMNH PR2081) fue completada en el Museo Field y su esqueleto fue situado para su exposición el 17 de mayo de 2000. Se recuperó cerca del 90% del esqueleto, permitiendo la primera descripción completa de un esqueleto de Tyrannosaurus rex.
Se estima que el animal completo medía 12,3 metros de longitud y pesaría entre 6,4 a 9,5 toneladas. También se le ha estimado su peso en 8.4 toneladas.

## "Stan": BHI 3033

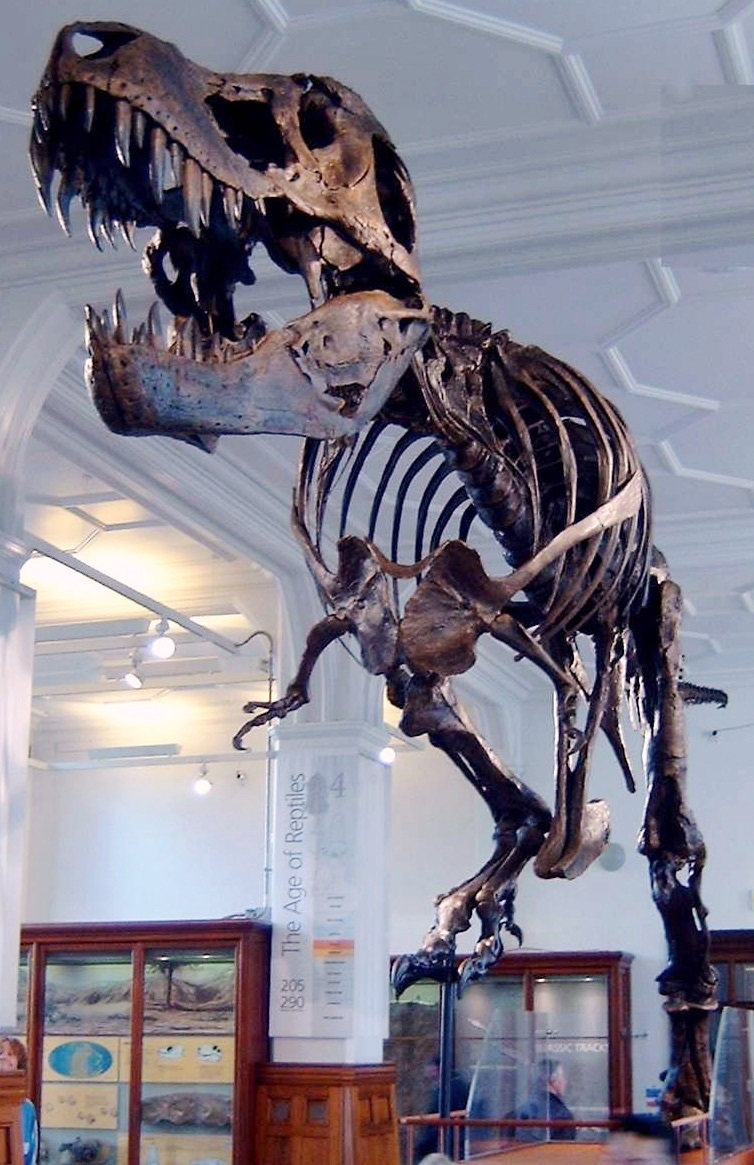
Réplica de "Stan" en el Museo de Mánchester.

"Stan" es el apodo dado a un ejemplar fósil hallado en la Formación Hell Creek en Dakota del Sur, en cercanías de Buffalo en 1987 por Stan Sacrison, quien también encontró al espécimen de Tyrannosaurus apodado como "Duffy". Los fósiles originales se encuentran alojados en el centro Black Hills Institute of Geological Research, Inc.. Es un espécimen bien conocido, y uno de los más completos, con 199 huesos recuperados. Cerca de 30 réplicas de los fósiles originales han sido vendidas a diferentes partes del mundo, cada una a un precio de unos $100,000 dólares. Stan ha sido estimado con una longitud de 11.8 metros y con un peso de alrededor de 5.9 toneladas, y unos 3.6 metros de altura hasta las caderas.

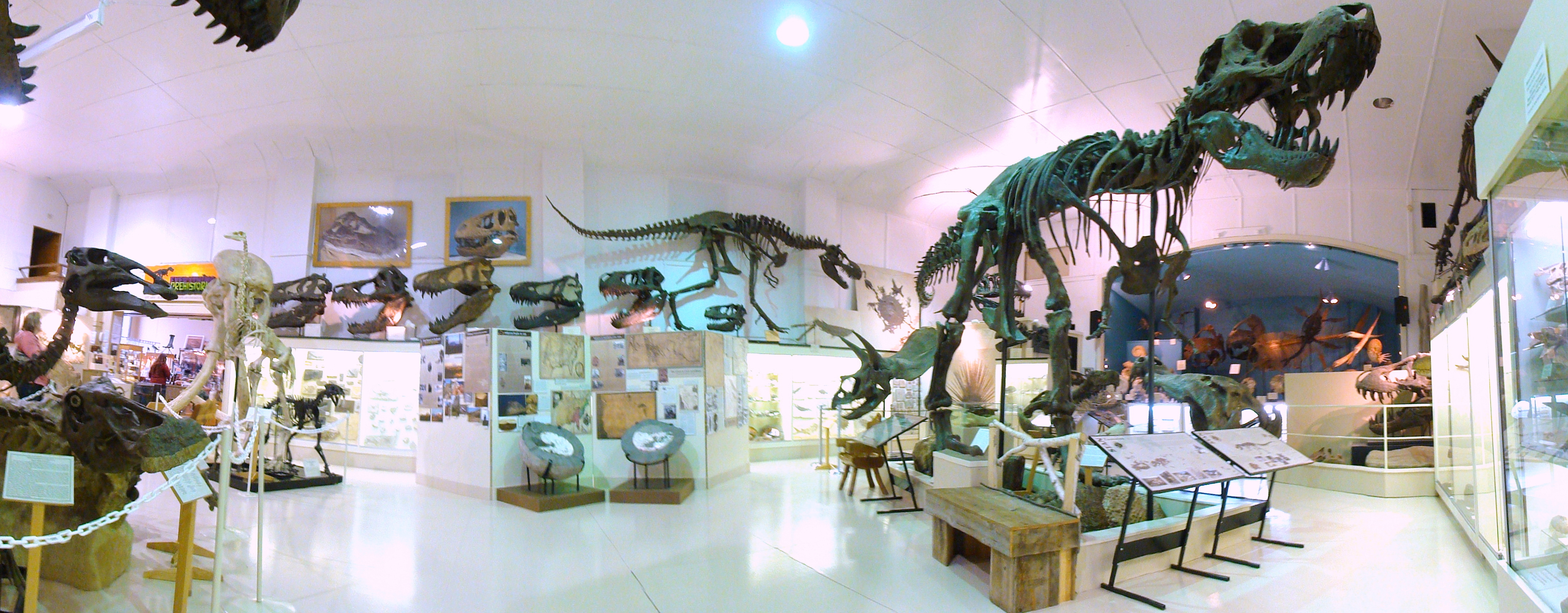
Foto del fósil original de Stan Fossil (a la derecha) que fue tomada en el Black Hills Institute of Geological Research, Inc. en Hill City, Dakota del Sur.

Las réplicas del esqueleto de Stan pueden ser halladas en varias exposiciones alrededor del mundo. Una de estas se halla en el Museo de Mánchester, y en el Museo de los Niños de Indianápolis junto con otro espécimen de Tyrannosaurus, "Bucky" y el Triceratops "Kesley", así como el Museo de Historia Natural y Ciencia de Nuevo México, el Museo de Ciencias Naturales de Houston y en Disney World. Otras réplicas se localizan en el National Museum of Natural History, el Centro de Investigación de Dinosaurios de las Montañas Rocosas y el Museo de Historia Natural de Oslo.
Cuando la BBC puso a prueba el poder de las mandíbulas de Tyrannosaurus en su programa The Truth About Killer Dinosaurs (2005), el molde del cráneo hidráulico estaba basado en el de Stan. Gregory Erickson estimó la fuerza de mordedura, basándose en la fuerza de un aligátor moderno, llegando a la conclusión de que Tyrannosaurus puede haber tenido una fuerza de mordedura de unas 3 toneladas, o 40,000 newtons. Stan también ha sido usado para estudios que tratan sobre la reconstrucción de la masa corporal de los dinosaurios y como se movían.
Como muchos otros fósiles de Tyrannosaurus rex, el esqueleto de Stan muestra muchos hueso rotos y sanados. Estos incluyen costillas rotas y daños en el cráneo. Una de las más notorias heridas se encuentra en el cuello y el cráneo. Falta una pieza de hueso en la parte posterior, y el cráneo también tiene un agujero de 2,5 centímetros de ancho, probablemente provocada por otro Tyrannosaurus. Asimismo, dos de las vértebras cervicales están fusionadas, y otra tiene un crecimiento adicional de hueso. Esto pudo ser causado por otra mordedura de Tyrannosaurus. Estas marcas sanaron, lo que indica que Stan sobrevivió a sus heridas. Stan también pudo haber sido infectado por parásitos parecidos al Trichomonas.

## Peck's Rex

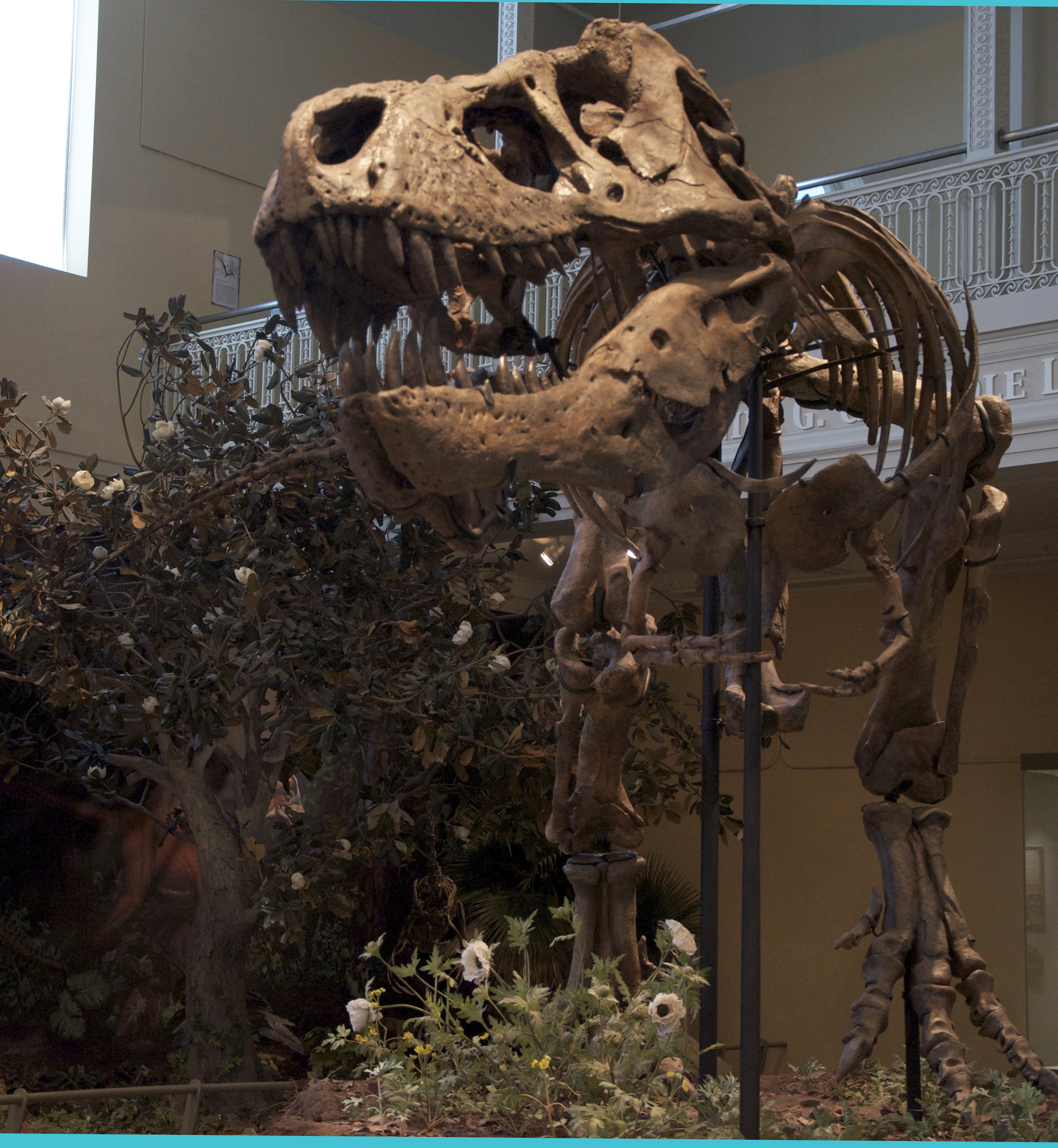
Réplica en el Museo Carnegie de Historia Natural.

Peck's Rex (también conocido como "Peckrex", "Rigby's rex" y Tyrannosaurus "imperator" es el apodo dado a un espécimen fósil (catalogado bajo el número de espécimen MOR 980) hallado en Montana en 1997. El descubrimiento fue realizado por Louis E. Tremblay en el 4 de julio de 1997, trabajando bajo la supervisión de J. Keith Rigby Jr. quien lideró la excavación y preparación de los huesos.
El fósil obtuvo su nombre de Fort Peck, que se encuentra localizado cerca del lugar de su descubrimiento. Peck's Rex ha sido parte de varias exposiciones sobre dinosaurios, y es bien conocido por ser el primer espécimen de esta especie que posee un tercer hueso metacarpo preservado en su mano.
El fósil de Peck's Rex está relativamente bien preservado. El esqueleto incluye un cráneo relativamente completo con mandíbulas, múltiples vértebras de la espalda y la cola, una gastralia bien preservada, y huesos de las caderas con un isquion y pubis completos. La pata izquierda está relativamente completa, faltándole solo algunos huesos del pie. Los miembros delanteros incluyen la escápula y la fúrcula, ambos húmeros y las falanges derechas, así como el ya mencionado tercer metacarpo. Debido a que este esqueleto se corresponde con el morfotipo grácil de la especie, Peck's Rex podría ser un macho, aunque la hipótesis que sugiere que el sexo de los ejemplares de Tyrannosaurus puede ser determinado por el grado de robustez del esqueleto ha sido cuestionada en las últimas investigaciones. Peck's Rex ha sido sujeto se una investigación enfocada en las infecciones producidas por parásitos en los dinosaurios. Los miembros delanteros de Peck's Rex también han sido estudiados ya que muestran signos de uso. Esta prueba incluye la constitución del tercer metacarpo, así como las repetidas fracturas en la fúrcula - posiblemente causadas por cargas pesadas o por presión (Carpenter y Lipkin, 2005).
Réplicas de Peck's Rex han sido incluidas en varios museos incluyendo el Maryland Science Center, el Fort Peck Interpretive Center and Museum (al lado de un modelo a tamaño natural), y el Museo Carnegie de Historia Natural como parte de su exposición: Dinosaurs in Their Time ("los dinosaurios en su época") en donde está montado en una posición "enfrentada" contra el esqueleto holotipo de Tyrannosaurus (CM 9380). Réplicas de los esqueletos y piezas sueltas de Peck's rex (como los brazos, dientes, y partes de las mandíbulas y pies) también están a la venta.

## "Bucky"
Bucky es el nombre que se le dio al fósil de un espécimen de un individuo joven que actualmente se localiza en la Dino-esfera en el Museo de los Niños de Indianápolis en Indianápolis, Indiana, Estados Unidos de América. Algunos paleontólogos sugieren que las hembras de Tyrannosaurus tenían una morfología robusta, la cual incluye a Bucky, aunque éste método para distinguir el género no es aceptado universalmente. Éste es el primer esqueleto de un joven Tyrannosaurus que es puesto en una exhibición permanente de museo y el primero en ser identificado por medio de la fúrcula.
La estructura ósea de Bucky es semejante a la de un ave, esto debido a que es uno de los pocos fósiles de dinosaurio encontrados, que poseen una fúrcula. La fúrcula es un hueso en forma de horquilla que tiene alrededor de 29 centímetros de ancho y 14 centímetros de alto. La fúrcula de Bucky es la primera encontrada en un fósil del género Tyrannosaurus Se cree que la fúrcula es una conexión entre los dinosaurios y las aves y es el centro del debate que se da alrededor del origen de las aves. Bucky posee también una gastralia casi completa y una ulna (hueso también conocido como cúbito). Hasta el momento se ha descubierto y verificado alrededor del 34% (101 huesos) del esqueleto de Bucky. Bucky es el sexto Tyrannosaurus más completo que se ha descubierto. La cola de Bucky es la tercera más completa perteneciente a un T. rex que haya sido encontrada, además de que posee una columna vertebral casi completa. El cráneo de Bucky es una reconstrucción hecha a base de partes modificadas de los cráneos de otros especímenes de T. rex.

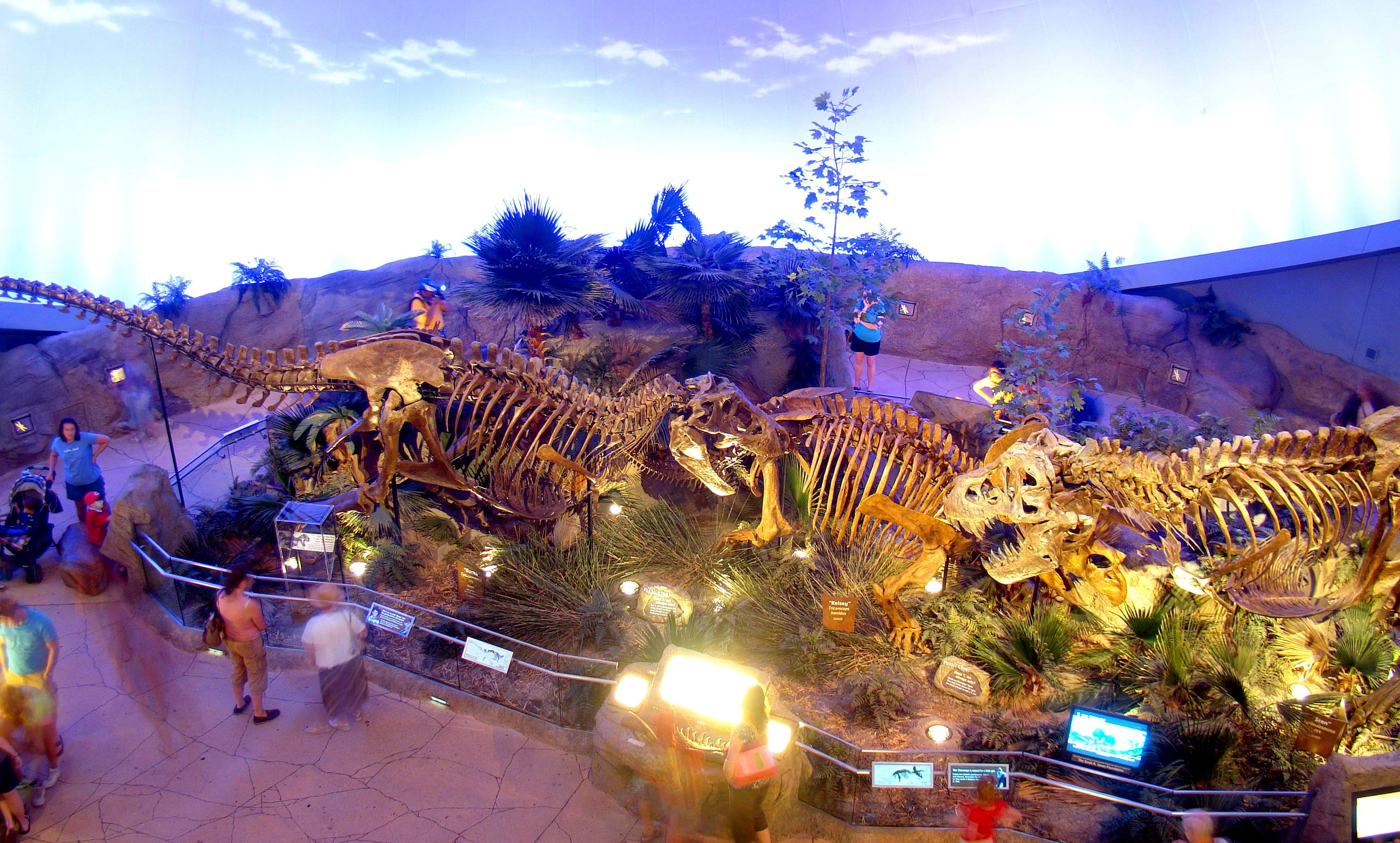
Vista panorámica de la Dino-esfera.

A diciembre de 2015, Bucky está expuesto en el Museo de los niños de Indianápolis. Se encuentra en la Dino-esfera y se exhibe junto con Stan, un Tyrannosaurus adulto, en una escena de cacería. Ambos dinosaurios atacan a Kelsey, el Triceratops. A Bucky se le presenta con una gastralia completa, cosa que es inusual; pero como fue encontrado con la gastralia completa, se le exhibe de esta manera.
El dinosaurio fue encontrado en 1998 en la formación Hell Creek cerca del pueblo de Faith (Dakota del Sur). El esqueleto fue transportado por agua y terminó en un valle poco profundo junto al esqueleto de un Edmontosaurus y un Triceratops. Fue descubierto por un vaquero llamado Bucky Derflinger. La excavación medía alrededor de 150 pies (45,7 m) x 30 pies (9,1 m). Bucky fue exitosamente preservado y preparado por el Instituto Black Hills en Dakota del Sur. La excavación y preparación de Bucky fue relativamente sencilla porque el tipo de roca en el que se encontraba era suave.
Bucky Derflinger encontró a Bucky en 1998 cuando tenía 20 años de edad. Él era ranchero y vaquero de rodeo. Mientras descansaba en un caballo en el rancho de su padre, Derflinger un hueso del talón, que pertenecía al esqueleto. También ha descubierto otros restos de Tyrannosaurus así como restos de dinosaurios con "pico de pato" (hadrosáuridos). Derflinger es la persona más joven que haya encontrado un Tyrannosaurus. Lleva coleccionando fósiles de dinosaurio desde que tenía nueve años.

## "Jane": BMRP 2002.4.1

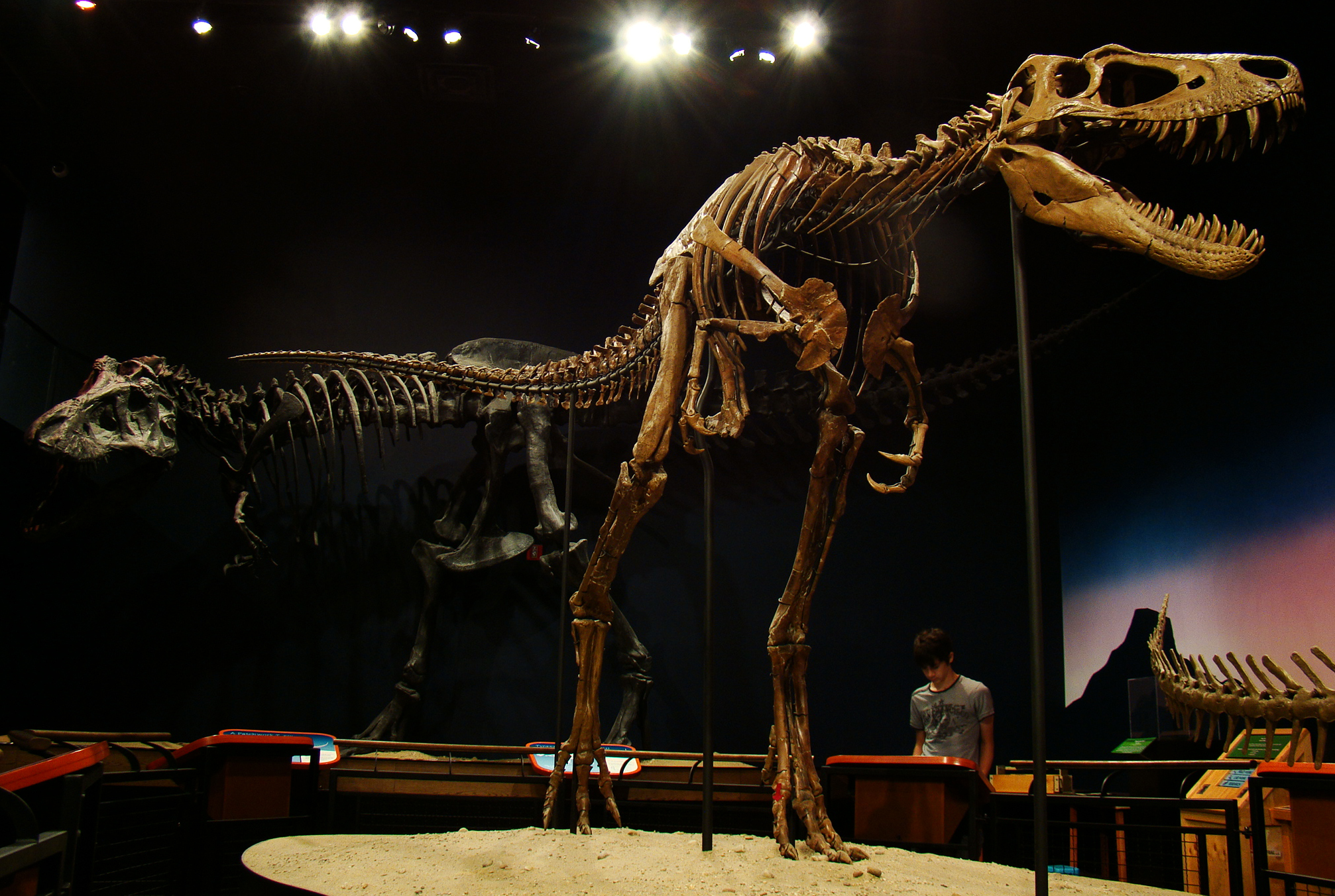
El fósil del T. rex juvenil "Jane", con una flecha roja señalando el área de infección en la parte inferior del pie izquierdo. Museo Burpee de Historia Natural en Rockford, Illinois.

Jane es un espécimen fósil de un pequeño dinosaurio tiranosáurido (que podría ser Nanotyrannus lancensis o un Tyrannosaurus juvenil), oficialmente conocido como BMRP 2002.4.1, fue descubierto en rocas de la Formación Hell Creek en el sur de Montana en 2001.
Tras cuatro años de preparación, Jane fue finalmente expuesto en el Museo Burpee de Historia Natural en Rockford (Illinois) como la pieza central de una exposición denominada "Jane: Diary of a Dinosaur" (Jane: diario de un dinosaurio en español). Los paleontólogos que apoyan la idea de que Jane representa un ejemplar juvenil sugieren que tenía aproximadamente 11 años de edad al momento de su muerte, y su esqueleto completamente restaurado mide 6.5 metros de longitud, casi tan largo como la mitad del mayor ejemplar conocido de T. rex, conocido como "Sue", el cual llega a los 12.3 metros de longitud. El peso de Jane en vida se ha calculado en cerca de 640 kilogramos. Sus grandes pies y largas patas indican que estaba hecho para la velocidad y podría haber alcanzado velocidades de 30-50 kilómetros por hora. Su mandíbula inferior tiene de cada lado 17 dientes curvados y aserrados.
A pesar de tener un nombre femenino, el sexo de Jane es desconocido; de hecho debe su nombre a una benefactora del Museo Burpee, Jane Solem. El espécimen fue hallado en el verano de 2001 por Carol Tuck y Bill Harrison durante una expedición liderada por el curador del Museo Burpee, Michael Henderson.
El espécimen Jane ha estado en el centro del debate concerniente a la validez del género de tiranosáurido Nanotyrannus. El cráneo de Jane recuerda bastante al espécimen original de Nanotyrannus, lo que confirmaría que son de la misma especie. Una conferencia fue llevada a cabo en el Museo Burpee en 2005, durante la cual los paleontólogos debatieron sobre si estos "tiranos pigmeos" representaban especímenes adultos de una especie pequeña, o especímenes juveniles de Tyrannosaurus rex. Aunque hubo algunos que no estuvieron de acuerdo, la mayoría de los paleontólogos en la conferencia se volcaron a la segunda idea, de que tanto Jane como Nanotyrannus eran T. rex juveniles. Sin embargo, el material de Jane aún tiene que ser estudiado y descrito apropiadamente por los científicos. Esta investigación sería realizada por Robert T. Bakker, Peter Larson y Phil Currie, y ayudaría a responder la cuestión sobre la validez de Nanotyrannus cuando sea publicado oficialmente.

## MOR 1125 (B-rex)

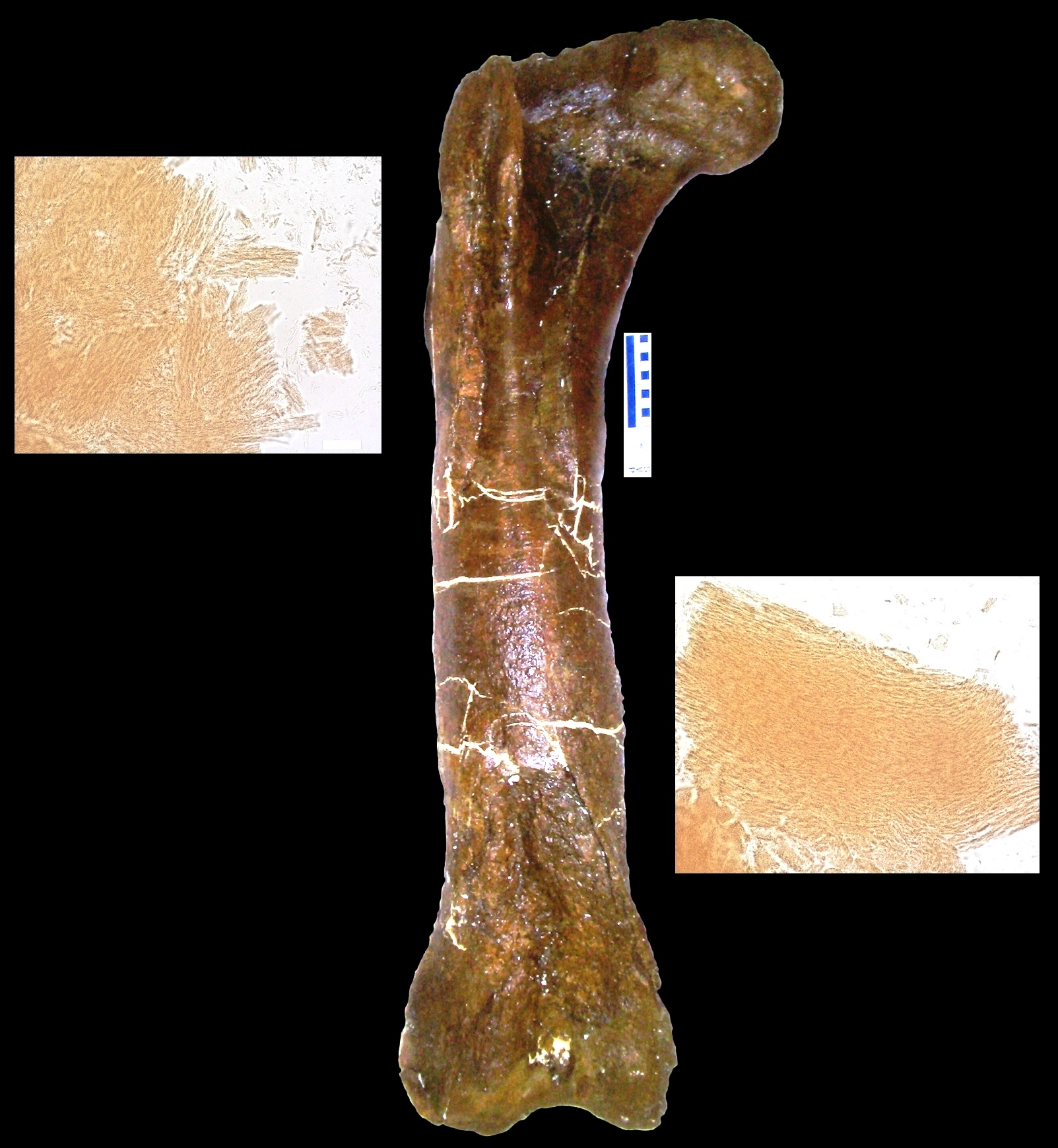
Fémur de MOR 1125 del cual se obtuvieron péptidos (insertos) y la matriz desmineralizada

En marzo de 2005 en  la revista Science, Mary Higby Schweitzer de la Universidad Estatal de Carolina del Norte y colaboradores anunciaron la recuperación de tejido blando de la cavidad medular de un hueso de la pata fosilizado de un Tyrannosaurus de 68 millones de antigüedad. El hueso había sido roto de manera intencional (aunque con reticencia) para su envío y por lo tanto no fue preservado de la manera normal, específicamente porque Schweitzer estaba esperando examinarlo para saber si tenía tejido blando. Designado como MOR 1125 (y conocido informalmente como B-rex), este fósil había sido excavado de la Formación Hell Creek. Se reconocieron vasos sanguíneos flexibles y bifurcados y matriz de tejido óseo fibroso pero elástico. Adicionalmente, microestructuras que se asemejan a células sanguíneas se encontraron dentro de la matriz y los vasos. Estas estructuras se parecen a las células y vasos sanguíneos de los avestruces. Sin embargo, dado que un proceso desconocido distinto a la fosilización normal parece haber preservado el material, los investigadores fueron cuidadosos de no afirmar que este era material original del dinosaurio. Si se determina que es material original, cualquier proteína sobreviviente debe ser usada como un medio de averiguar de manera indirecta como era el contenido del ADN de los dinosaurios, debido a que cada proteína es generalmente creadad por un gen específico. La ausencia de hallazgos previos puede ser meramente el resultado de asumir que el tejido blando no se podía preservar, de modo que nadie lo había buscado. Desde este primer hallazgo, se han encontrado dos tiranosaurios más y un hadrosáurido con estas estructuras parecidas a tejidos blandos.
El paleontólogo Thomas Kaye de la Universidad de Washington en Seattle ha hecho la hipótesis de que estas estructuras son una biopelícula permineralizada, creada por bacterias que estaban digiriendo y destruyendo el espécimen original. Él descubrió que esto puede aplicarse a otros varios especímenes de la misma área.

## "Samson"

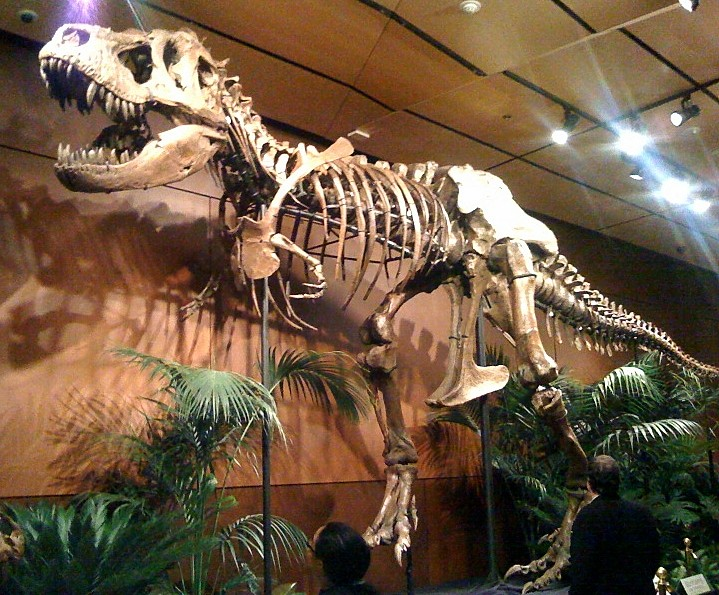
Samson.

Tras la venta de "Sue," otro esqueleto de Tyrannosaurus rex fue puesto en subasta (con «Z-rex» como nombre propio), en el sitio eBay en 2000 con un precio inicial de cerca de 8 millones de dólares. No se consiguió venderlo en línea, pero luego fue adquirido por un precio sin revelar en 2001 por el millonario británico millionaire Graham Ferguson Lacey, quien renombró al esqueleto como "Samson" por la versión en inglés del nombre de la figura bíblica del mismo nombre. Este espécimen, descubierto en tierras privadas en el Condado Harding (Dakota del Sur) el 4 de octubre de 1992 por Brian Williams, Michael Zimmerschied y Dee Zimmerschied (Alan y Robert Detrich fueron quienes ayudaron a excavar el esqueleto) incluye un cráneo completo y sin distorsión, el cual fue preparado por el Museo Carnegie desde mayo de 2004. Después de que la preparación se completara en marzo de 2006, el espécimen fue regresado a su propietario, quien planea colocarlo en un recorrido educativo. "Samson" junto con otros esqueletos de dinosaurio fue vendido en subasta el 3 de octubre de 2009, y fue exhibido a principios de 2011 en la Conferencia de Sistemas Integrados de Silicon Valley.

## "Baby Bob"
El 7 de julio de 2013, el cazador de fósiles Robert «Bob» Detrich, de Wichita (Kansas), desenterró los restos de lo que se estima ser un Tyrannosaurus rex juvenil habiendo alcanzado la mitad del crecimiento medio de la especie. El fósil, apodado «Baby Bob» (literalmente, «Bébé Bob») fue descubierto por Detrich en una zona rica en fósiles al este de la ciudad de Jordan, en el estado de Montana. Su fémur mide unas 25 pulgadas (63,5 cm), lo cual, comparado con el resto de especímenes conocidos, lo convierte en uno de los especímenes de T. rex más pequeños jamás encontrados. «Es el tipo de descubrimiento que todos deseamos», dijo Detrich. Detrich ha estado compartiendo sus hallazgos con otros investigadores, incluyendo el Instituto Smithsoniano.[cita requerida]
Los científicos esperan hacer más descubrimientos sobre los años anteriores a la muerte del animal. Detrich estima que Baby Bob tenía la mitad del tamaño medio de un adulto. «Apenas sabemos cómo crecían los tiranosaurios», afirmó Thomas Carr, director del Instituto de Paleontología de Carthage (Carthage College) en Kenosha, Wisconsin. «Realmente sólo tenemos un puñado de fósiles de subadultos y juveniles, así que cualquier fósil adicional que pueda informar sobre esa etapa del período de crecimiento es científicamente muy importante porque la mayoría de los esqueletos de Rex que tenemos son de adultos». Bob Bakker, conservador de paleontología del Museo de Ciencias Naturales de Houston, dijo que la escasez de fósiles de T. rex en mitad de crecimiento levanta muchas dudas. Bakker es de la opinión que los jóvenes T. rex podrían haber permanecido en el nido hasta estar casi crecidos del todo. «Si se trata de un bebé genuino T. rex realmente bueno, podría decirnos si es apto para cazar por sí solo o si parece que fue diseñado para esperar a que mamá y papá regresen» afirma Bakker.
Otro fósil, descrito y nombrado por primera vez como Nanotyrannus en 1946, también plantea interrogantes sobre si se trata o no de una especie estrechamente relacionada con T. rex o si se trata de un T. rex juvenil. Bakker hace parte de los científicos que afirman que hay dos especies distintas, mientras que Thomas Carr hace parte de otro grupo de científicos que creen que los presuntos nanofósiles son en realidad restos juveniles de T. rex. El descubrimiento de un T. rex juvenil suplementario permitiría que los científicos dispusiesen de más datos que poder comparar. Detrich dijo que tanto el cráneo (conservado en un 75%) como la mayoría de los principales elementos óseos fueron encontrados esparcidos a través de una planicie de inundación, aunque se encontraron muy pocas vértebras y costillas. «Es tan emocionante», dijo Detrich. «No hay palabras para poder describir la importancia de este dinosaurio». Como cazador comercial de fósiles, Detrich finalmente planea vender a Baby Bob. Dijo que la mayoría de sus hallazgos de fósiles han encontrado su hogar en museos. Su deseo es que ese sea el destino de Baby Bob.

## "Scotty"

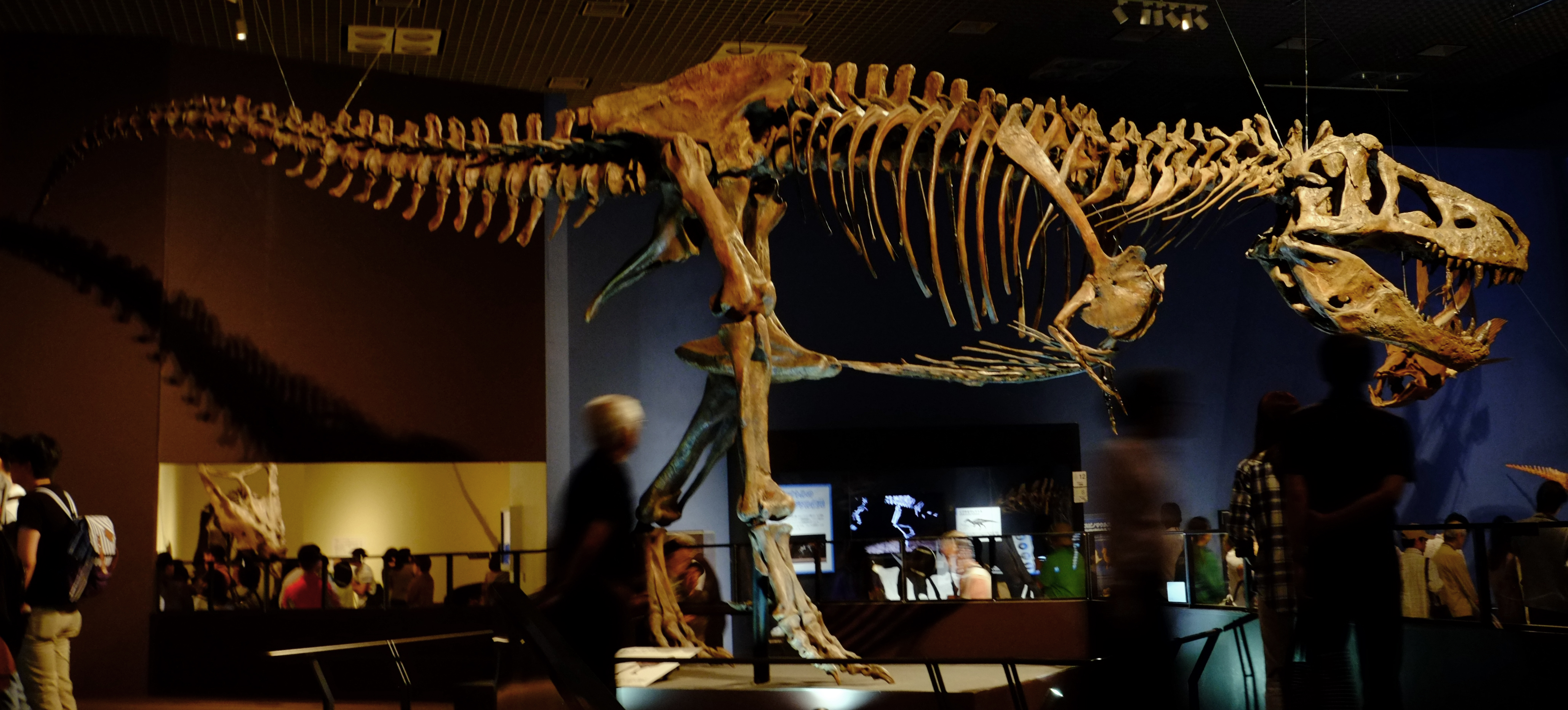
"Scotty" expuesto en Japón.

El 16 de agosto de 1991, el entonces profesor de secundaria Robert Gebhardt se unió a los paleontólogos del Museo Real de Saskatchewan en una expedición de prospección en un lecho rocoso expuesto a lo largo del valle del río Frenchman localizado en el suroeste de Saskatchewan, en Canadá para aprender sobre como se hallan e identifican los fósiles en el campo. En medio día de labores, descubrió la base de un diente sumamente erosionado, y una vértebra de la cola, sugiriendo ambos la presencia de un T. rex. En junio de 1994, paleontólogos del Museo Real de Saskatchewan liderados por Tim Tokaryk (quien le dio a Scotty su nombre) comenzó a excavar los fósiles de T. rex. El esqueleto de 66 millones de años fue el primer T. rex hallado en Saskatchewan y uno de los únicos doce conocidos en el mundo por entonces. Scotty es uno de los esqueletos mayores y más completos excavados de esta especie, midiendo en torno a los 13 metros de longitud. Una réplica completa y articulada del esqueleto fue finalmente completada en 2012 y se encuentra expuesta en su hogar permanente en el T. rex Discovery Centre localizado en Eastend, Saskatchewan, cerca de la localidad de su descubrimiento. Se piensa que Scotty es uno de los más grandes especímenes de T. rex encontrados, con un fémur que pesa casi 100 kilos. El cráneo de Scotty además porta una cicatriz desde la órbita ocular hasta las narinas, probablemente causada por otro T. rex que sujetó el cráneo de Scotty en sus mandíbulas. Un estudio publicado en 2019 por Scott Persons et al., indica que Scotty es también el más viejo Tyrannosaurus conocido; se estima que tendría más de treinta años de edad al momento de su muerte.

## "Tristan"

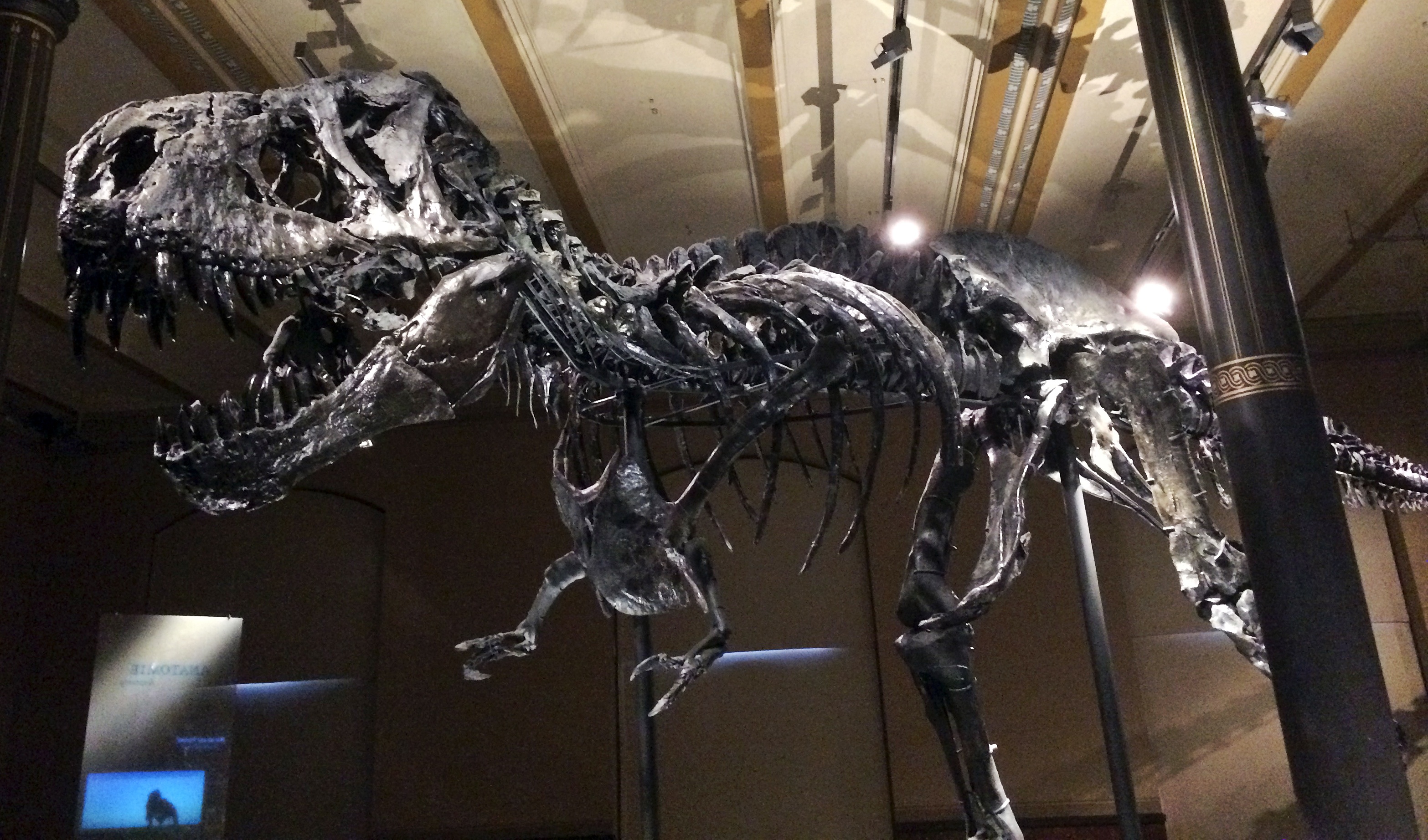
Tristan en Berlín

El paleontólogo comercial Craig Pfister descubrió y excavó un espécimen en la zona inferior de la Formación Hell Creek en el condado de Carter, Montana, en 2011. Fue más tarde vendido al banquero de inversión danés Niels Nielsen, quien lo dio en préstamo al Museo de Historia Natural de Berlín, en Alemania, para su investigación y exposición por un mínimo de tres años. Nielsen y su amigo Jens Jensen nombraron al espécimen Tristan-Otto (abreviado a Tristan) por sus hijos. El Naturkundemuseum Berlin cataloga a este espécimen con el número MB.R.91216.

## "Thomas"

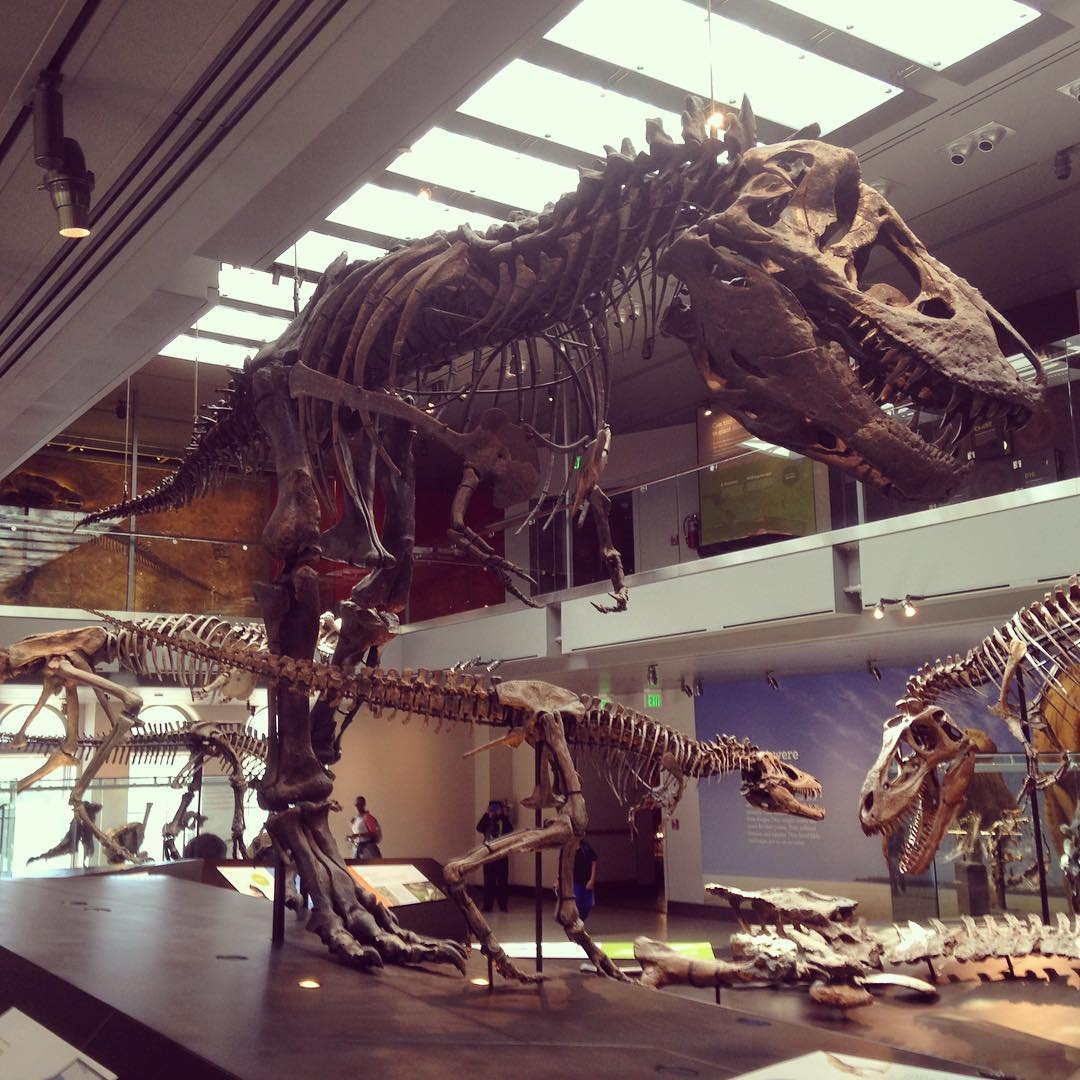
Thomas

De 2003 a 2005, Thomas fue excavado por paleontólogos del Museo de Historia Natural del Condado de Los Ángeles en el sudeste del estado de Montana. Se estima que murió alcanzada una edad de unos 17 años, que medía unos 10 metros de largo y que pesaba casi 3.200 kg. Se ha calculado que el esqueleto de Thomas está completo al 70%. Está expuesto en el Museo junto a otros especímenes de T. rex de diferentes edades y tamaños, formando así una «serie de crecimiento». Entre esos esqueletos se cuentan un spécimen de unos dos años de edad, de 11 pies de largo (3,4 m), y un espécimen juvenil de unos 13 años de edad y de 20 pies de largo (6,1 m).
Este fósil es uno de los ejemplares geológicamente más recientes de T. rex que se conocen. Fue hallado en rocas muy cercanas al límite Cretácico-Terciario.

## "Trix"
En 2013, un equipo de paleontólogos del Centro de Biodiversidad Naturalis (en Leiden, Países Bajos) viajó a Montana, Estados Unidos y descubrió y exhumó un espécimen grande de Tyrannosaurus rex bastante completo que vivió hace 66 millones de años. El Instituto Black Hills colaboró con el equipo durante la excavación. Los huesos fueron limpiados y reunidos en una recreación en las instalaciones del Instituto Black Hills, con la ayuda tanto del Museo Field de Historia Natural de Chicago como del Museo Naturalis de Leiden. El Museo Field envió modelos digitales de su famoso espécimen FMNH PR 2081 (Sue) para completar el esqueleto y el Museo Naturalis reprodujo los huesos usando tecnología de impresión 3D. El espécimen fue nombrado Trix en honor a la reina Beatriz de los Países Bajos, y empezó primeramente a ser expuesto en la única sala del Museo Naturalis abierta al público en ese momento, una sala en el edificio Pesthuis. El edificio principal del Museo Naturalis, construido en 1998, estuvo en obras de 2016 a 2019, período de tres años en el que Trix hizo una gira de exposiciones en Europa titulada T. rex in Town (literalmente, T. rex en la ciudad). En la ciudad de Barcelona, en el museo de la ciencia de la ciudad, la exposición recibió el título Què li va passar a la Trix? (en catalán, «¿Qué le pasó a Trix?») y duró desde el 27 de octubre de 2017 hasta el 25 de febrero de 2018. Trix volvió a Leiden y fue instalada en su nueva sala de exposición del edificio Naturalis en otoño de 2019.

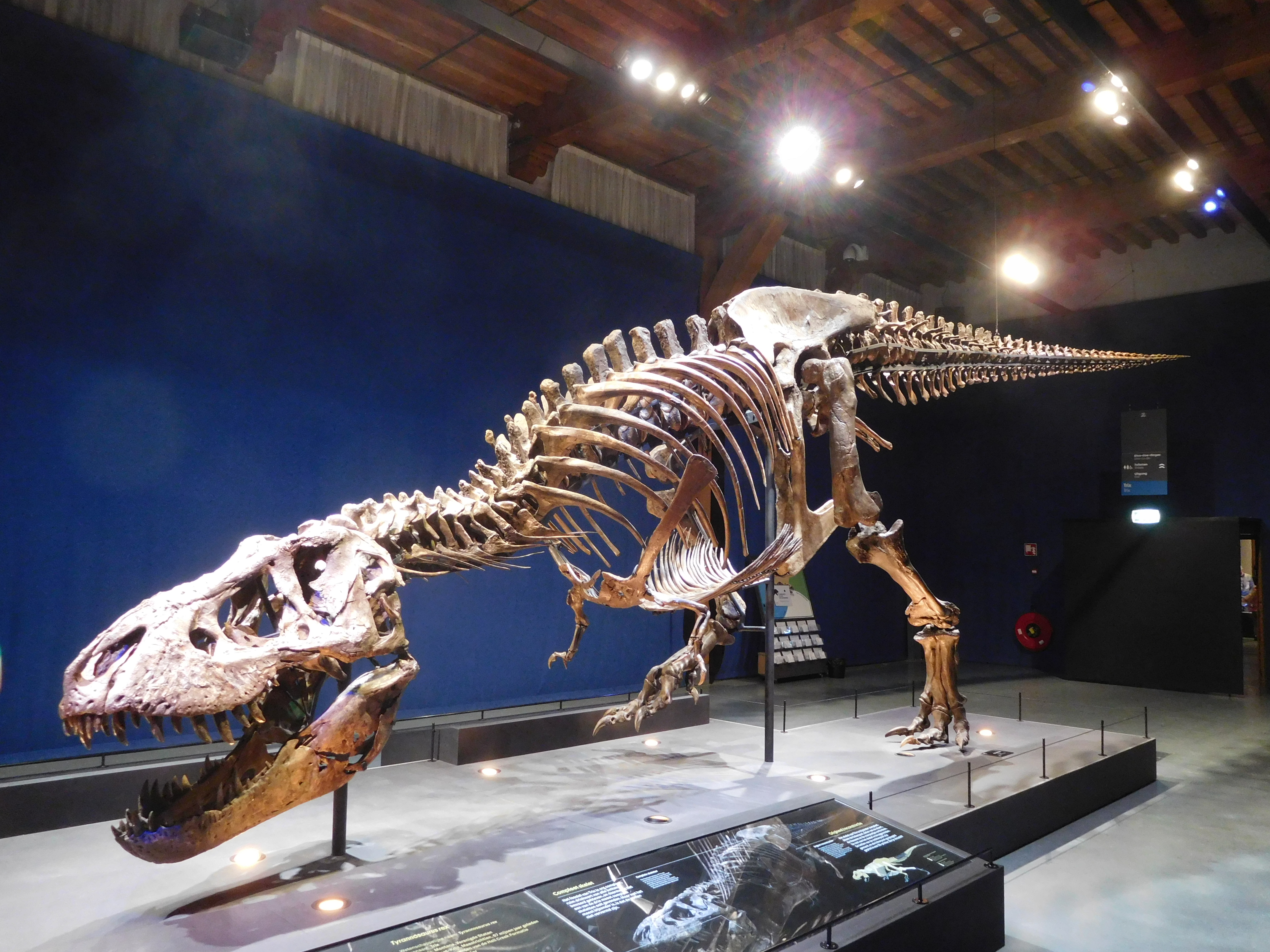
Trix.

Según Peter Larson, director del Instituto Black Hills, Trix es el segundo ejemplar de Tyrannosaurus más completo encontrado hasta entonces. Se recuperó entre el 75% al 80% de la totalidad de sus huesos.
Debido a su enorme tamaño y constitución robusta, se ha sugerido que pertenece al morfotipo robusto, es decir supuestamente el de las hembras, no obstante la existencia de esas categorías ha sido puesta en duda y debatida en varias ocasiones. Aun así el Instituto Black Hills clasifica a Trix como una hembra, siguiendo la idea de que una mayor robustez es una indicación de que pertenece al género femenino. La decisión de usar réplicas de Sue para completar varias partes del cuerpo faltantes como los pies fue tomada debido a que Sue posee aproximadamente la misma longitud, robustez y el hecho de que se estima que ambos ejemplares eran de edad muy avanzada para un Tyrannosaurus. Muchas estimaciones sugieren un tamaño correspondiente al rango situado entre 12 y 12,5 metros de largo.
Se ha sido estimado que en el momento de su muerte Trix había alcanzado una edad de unos 30 años. Para obtener ese resultado se contaron las líneas de crecimiento de los huesos. Para ello se usaron dos métodos diferentes; una microtomografía de rayos x, que no daña los huesos, y también realizando una diminuta perforación en el peroné para permitir la comparación con los resultados de la técnica basada en rayos x. Este estudio fue llevado a cabo en colaboración con un investigador belga de la Universidad Libre de Bruselas, y afiliado al Instituto Real Belga de Historia Natural. Las líneas de crecimiento halladas eran numerosas, y difíciles de distinguir. Este hecho, añadido a la rugosidad y aspereza del cráneo, indican que este individuo había alcanzado una edad avanzada para un miembro de esta especie; en este caso al menos treinta años, en contraste con los 28 años de edad estimados para Sue (hasta entonces el T. rex más viejo hallado), lo que hace que Trix represente una de la mayores edades registradas para Tyrannosaurus.
Trix es presentada en una postura en la que la cabeza está particularmente cerca del suelo. Esto permite incorporar su verdadero cráneo al esqueleto en lugar de una réplica. Una postura más tradicional, con un cráneo más elevado sobre el nivel del suelo, requiere colocar una réplica del cráneo para evitar el riesgo de una caída desde 4 metros de alto. Trix es uno de los dos únicos montajes esquelético de Tyrannosaurus, junto al esqueleto de MOR 980 (Peck's Rex), en los que se incluye el verdadero cráneo fosilizado en el montaje.
Durante la excavación, los paleontólogos hallaron indicios de varias patologías y daño en los huesos. Esto sugiere que durante su larga vida, este Tyrannosaurus sobrevivió a varias enfermedades y sufrió numerosas heridas. La tibia derecha y una de las costillas muestran pruebas de crecimiento anormal, lo que sugiere una fractura o infección. Las mandíbulas también sufrieron un considerable daño. El animal experimentó una infección en el maxilar derecho y hay una sección abierta en la mandíbula izquierda. Esto puede haber sido ocasionado por otro T. rex durante el apareamiento, o bien es resultado de una pelea. Otras pistas que apuntan a combates con miembros de su especie son una herida de mordedura sanada en el maxilar derecho y una serie de marcas de rayaduras parcialmente sanadas en el maxilar izquierdo. La última de estas heridas habría sido infligida solo unas semanas antes de su muerte. El sacro y la primera vértebra muestran un desarrollo irregular el cual indica que podría ser un defecto de nacimiento o una herida sufrida a una edad muy temprana. Algunas otras anomalías fueron descubiertas en las vértebras caudales.

## "Tufts-Love": UWBM 99000

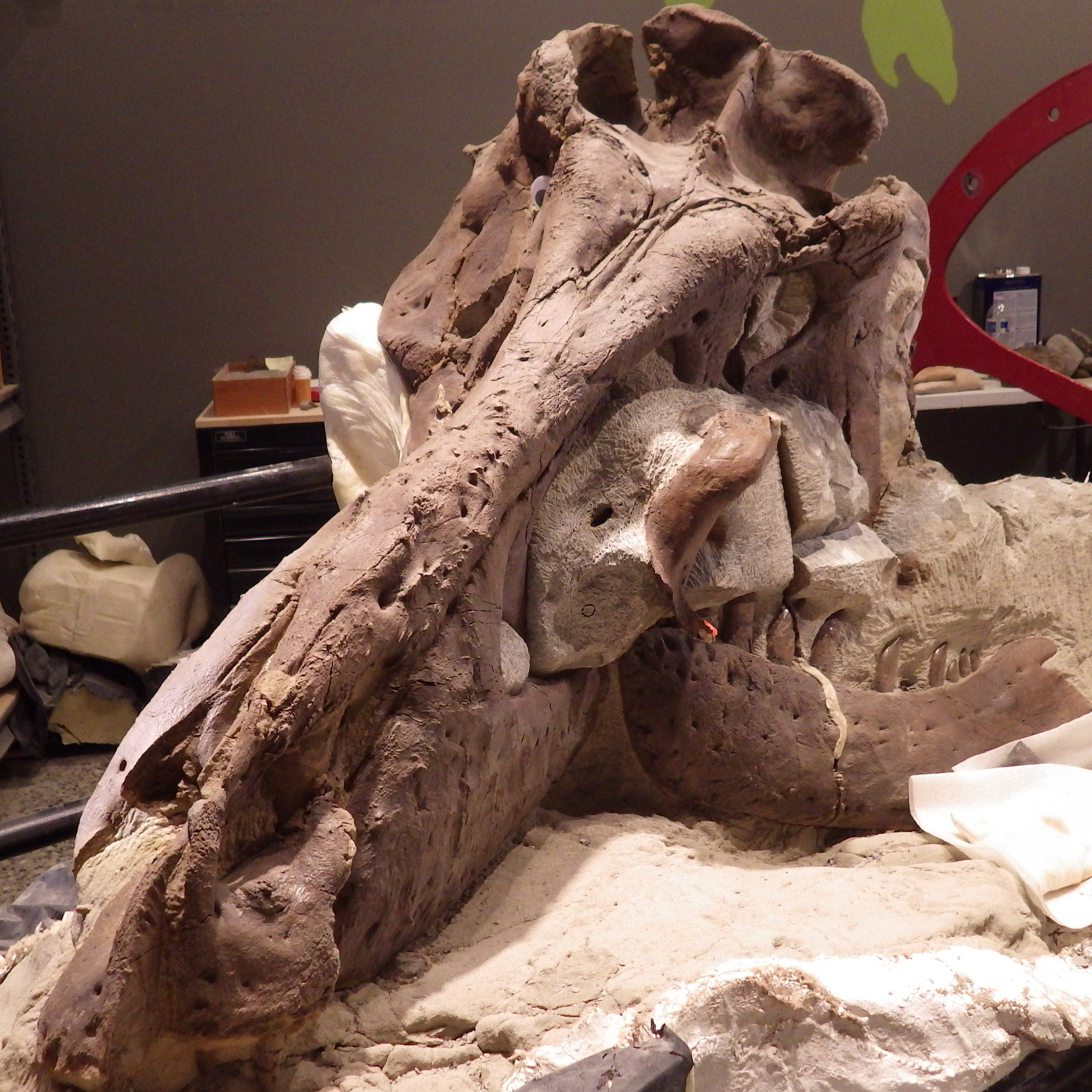
El espécimen Tufts-Love

En 2016 Greg Wilson, David DeMar y un equipo de paleontólogos del Museo Burke de Historia Natural y Cultura, de la Universidad de Washington y de la Dig Field School («Escuela de Excavaciones sobre el Terreno») excavaron los restos de un Tyrannosaurus rex en el estado de Montana. El esqueleto, muy parcialmente conservado, había sido descubierto por dos voluntarios del Museo Burke, Jason Love y Luke Tufts, por lo que ahora se lo conoce con el nombre de «Tufts-Love».
Los paleontólogos del Museo Burke creen que Tufts-Love tenía unos 15 años de edad cuando murió. El cráneo es de un tamaño medio para un adulto de T. rex. El espécimen fue encontrado en depósitos del Cretácico superior y se estima que tiene unos 66,3 millones de años de antigüedad.
Tufts-Love está siendo preparado por Michael Holland y su equipo en el Museo Burke. Se estima que el esqueleto está completo en un 30%, lo cual no es mucho, pero incluye un cráneo completo, con todos sus huesos y con sus mandíbulas, y los huesos conservados están en conexión articulada en su mayor parte. Según Holland el cráneo muestra un índice de deformación muy bajo y se encuentra en un estado de conservación «exquisito».